# Musée national romain
Le Musée national romain (en italien : Museo Nazionale Romano) est un musée archéologique situé à Rome en Italie. Il rassemble des collections liées à l'histoire et à la culture de la ville à l'époque romaine. Il appartient au ministère de la Culture qui le compte depuis 2016 parmi les instituts muséaux à autonomie spéciale.
Inauguré à l'origine en 1889, le musée est installé dans les thermes de Dioclétien et dans le monastère attenant de la basilique Santa Maria degli Angeli e dei Martiri, obtenu à partir de structures appartenant au même complexe thermal. Dans les années 1990, le musée subit une profonde refonte et un réaménagement, qui conduisent à la subdivision des œuvres entre le site d'origine et dans trois autres lieux d'exposition :
- le musée des Thermes de Dioclétien (sections épigraphiques, protohistoriques, grands monuments publics et funéraires) ;
- le palais Massimo des Thermes (section art ancien, collection numismatique et orfèvrerie) ;
- le palais Altemps (section des collections archéologiques de la Renaissance) ;
- la crypta Balbi (section de l'histoire romaine médiévale et de l'archéologie urbaine, illustrée par la crypte elle-même).

Les collections du musée en font peut être l'un des plus importants au monde, avec des chefs-d'œuvre de la sculpture antique comme le Pugiliste des Thermes, le Prince hellénistique, la Niobide des Jardins de Salluste, le Suicide du Galate ; et de la collection de Ludovico Ludovisi, le Trône Ludovisi, l'Acrolithe Ludovisi et le Grand sarcophage Ludovisi.

## Histoire et collections

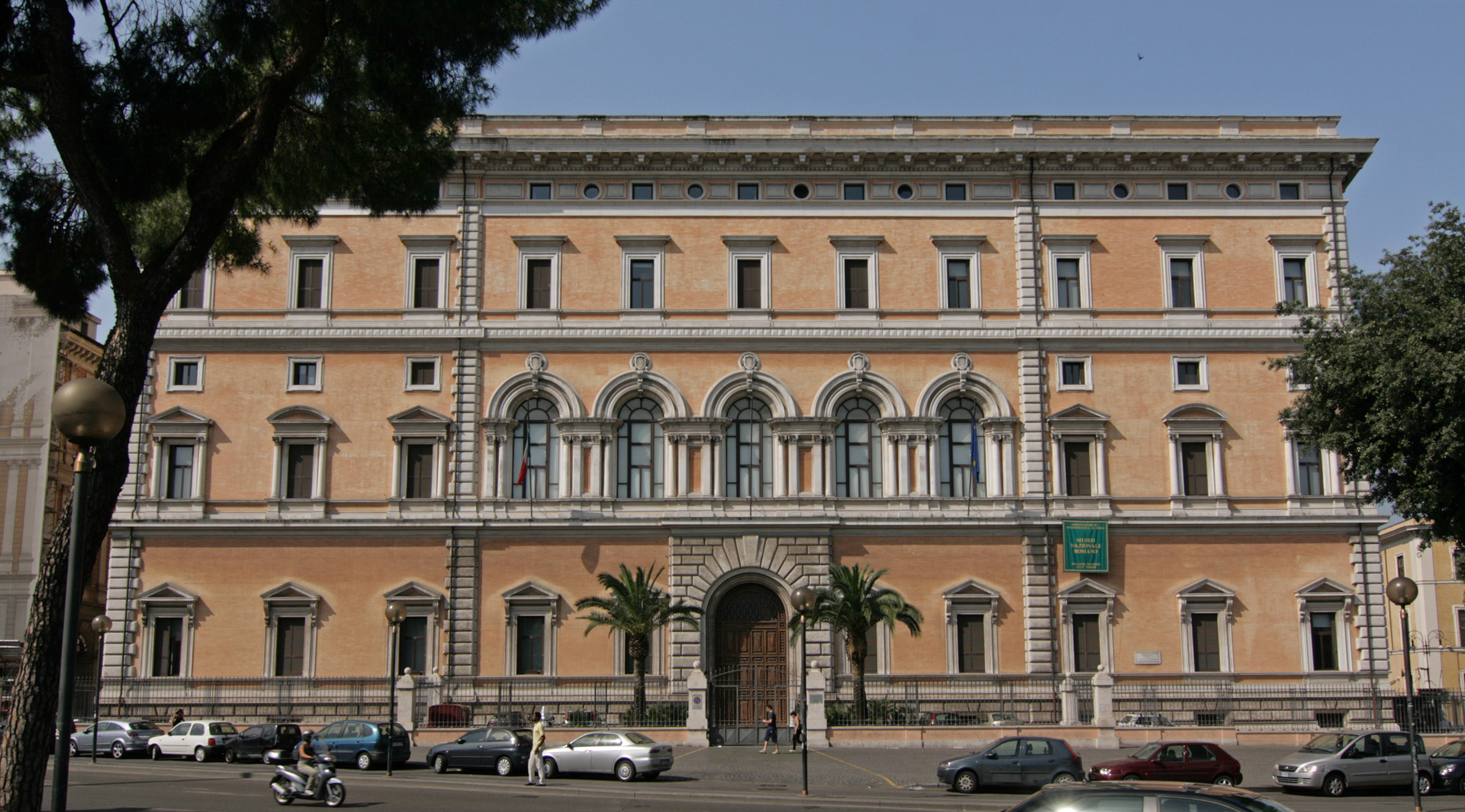
Palais Massimo des Thermes acheté en 1981 pour servir de musée.

Le musée est créé en 1889 - et inauguré l'année suivante - pour rassembler les antiquités de la ville de Rome et l'Italie centrale datant du Ve siècle av. J.-C. au IIIe siècle apr. J.-C.. Les objets rassemblés proviennent de fouilles archéologiques, de dons ou d'achats.
Les collections archéologiques romaines du musée Kircher, du musée du Palatin et du musée Tiberino, créés en 1879 dans la Via della Lungara et fermées dès 1880, y convergent, en plus des nombreuses découvertes qui sont faites dans la ville à la suite de la transformation urbaine issue du nouveau rôle de capitale du royaume d'Italie.
En 1901, la villa Ludovisi est achetée par l'État et son importante collection de sculptures antiques est transférée au musée. Le siège est établi dans les salles du grand cloître du monastère de la basilique Santa Maria degli Angeli e dei Martiri, construit à partir du XVIe siècle dans les thermes de Dioclétien.
La réhabilitation des anciens thermes est initiée à l'occasion de l'exposition internationale de 1911 et de l'acquisition du noyau principal de la collection Ludovisi. L'exposition est achevée dans les années 1930.
Une nouvelle réorganisation du musée est financée par la loi spéciale dénommée n°92/81 pour les antiquités de Rome de 1981, permettant ainsi l'achat du palais Massimo des Thermes et du palais Altemps,.
Le musée connaît dans les années 1990 une transformation complète, à l'issue de laquelle les œuvres ont été réparties entre quatre lieux d'exposition distincts,.
L'Antiquarium du Palatin n'appartient plus au musée national romain, mais au parc archéologique du Colisée.

## Lieux d'exposition du musée

### Thermes de Dioclétien

#### Histoire

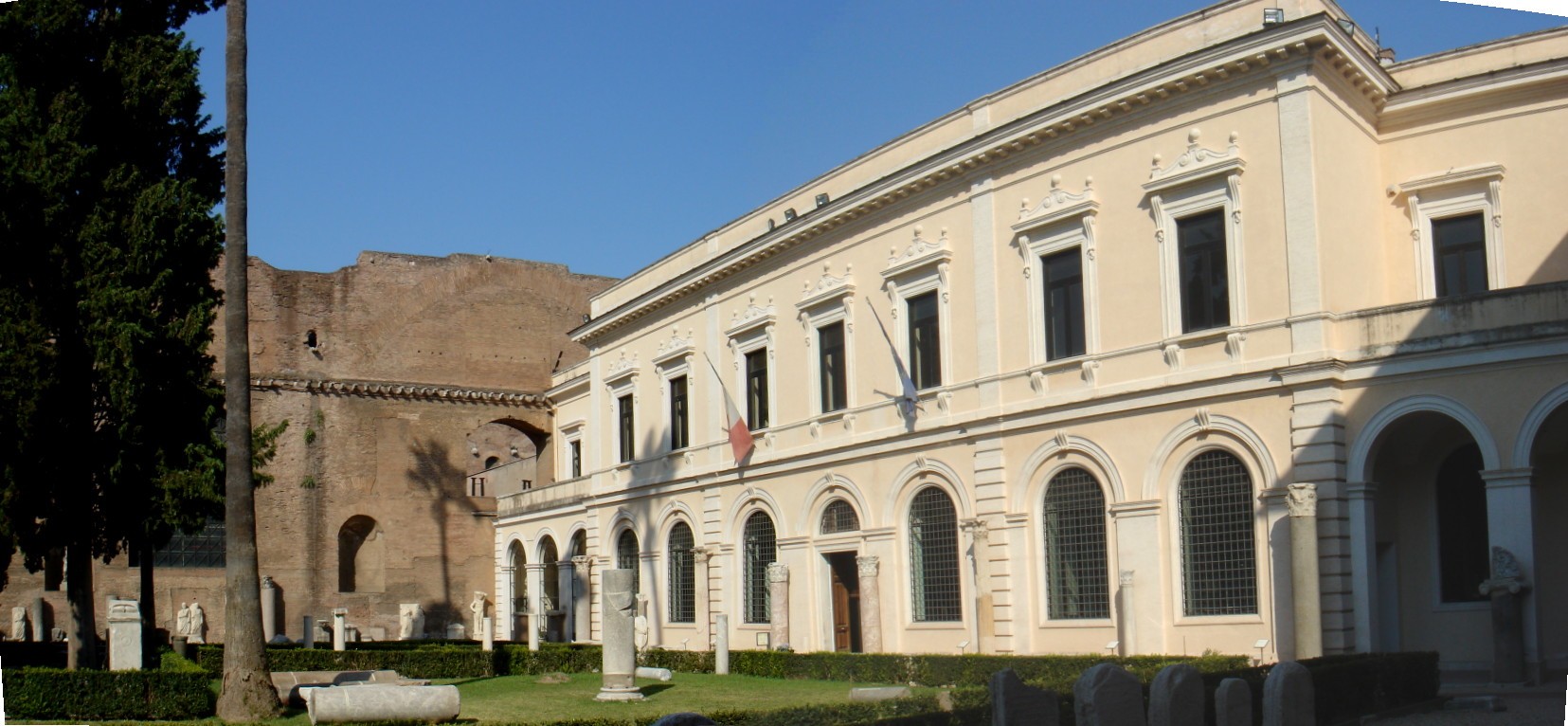
Entrée historique du musée des Thermes de Dioclétien dont on aperçoit les imposants vestiges des thermes en arrière-plan.

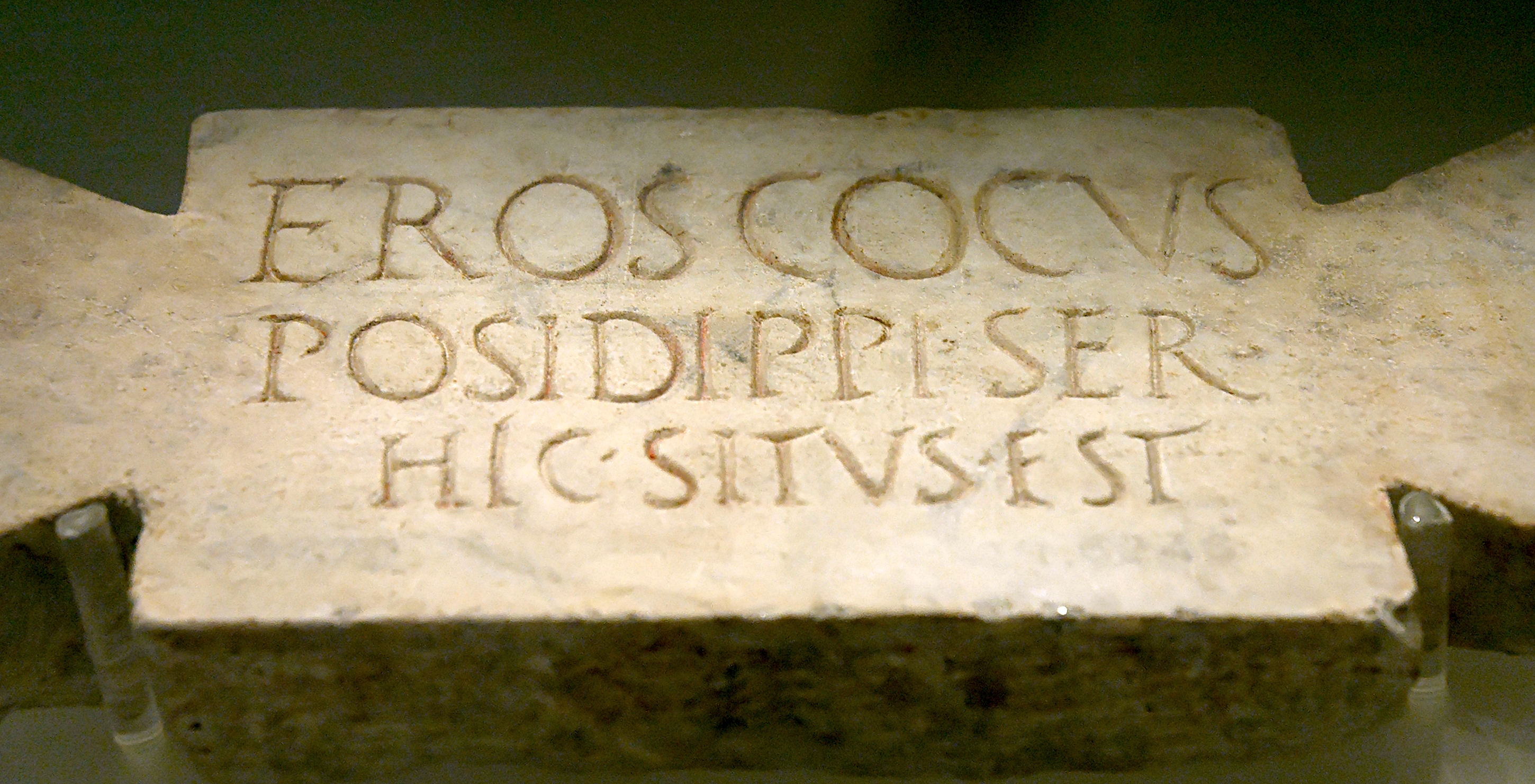
Stèle funéraire d'un cuisinier.

Le site historique s'élève sur les ruines des anciens thermes de Dioclétien construits entre 298 et 305-306 dans la partie orientale de la ville de Rome, entre les collines du Quirinal et du Viminal. Le domaine s'étend à l'origine sur 13 hectares. Le complexe thermal, une fois que l'approvisionnement des aqueducs est coupé pendant la guerre des Goths vers 538, il est abandonné et subit des pillages continus.
À l'intérieur des anciens thermes, un monastère chartreux sous le pape Pie IV apparait à partir de 1561 pour la première fois. Michel-Ange à partir de 1561 et plus tard, Luigi Vanvitelli en 1749 construisent la basilique Santa Maria degli Angeli e dei Martiri.
Au début du XXe siècle, une maquette en plâtre des thermes est créée. Au XXIe siècle, les thermes sont reconstitués en 3D par l'intermédiaire d'une animation par vidéoprojection en ajoutant deux lieux fouillées lors de recherches scientifiques : la piazza della Repubblica et la basilique Santa Maria degli Angeli e dei Martiri.

#### Muséification
Les anciens thermes comprennent actuellement des sculptures et des objets funéraires ou d'ameublement dans les jardins extérieurs — jardin des Cinq-Cents (Giardino dei Cinquecento), porche (androne) et cloître de Michel-Ange (Chiostro di Michelangelo) — une section épigraphique dans les salles précédemment consacrées aux chefs-d'œuvre de la sculpture, et une section de Protohistoire au premier étage du cloître.
Les anciennes salles thermales sont conservées et sont principalement utilisées pour des expositions temporaires, en attendant leur destination définitive dans les différents quartiers de la ville. La cour octogonale (Aula ottagona), remaniée en 1991 (sculptures des thermes romains) et le bâtiment contigu de l'ancienne église Saint-Isidore.
À partir de 2010, une partie des salles sont rénovées, principalement dans la partie épigraphique des anciens thermes qui est renommée pour l'occasion en « Musée de la communication écrite des Romains ». Les nouvelles technologies sont mis à disposition pour aider les visiteurs, mais sans faire disparaître les moyens d'information traditionnels que sont les légendes et les panneaux. Des vidéos sans audio sont également créées pour présenter la carte de la via Anicia afin de faire lien avec le temple représenté sur la Forma Urbis et une inscription sépulcrale avec des graffitis. Une partie des documents religieux les plus importants de religion romaine sont exposés dans le cloître. Le 23 septembre 2014 le cloître Ludovisi est inauguré. Il permet de lier les documents épigraphiques avec des sculptures ou des bustes d'empereurs liés aux documents écrits présentés dans le jardin. En 2018, les anciens thermes deviennent le premier lieu d'utilisation de la 5G à objectif culturel avec le projet Rome 5G.
La salle 7 consacrée aux sénateurs et chevaliers est rénovée en 2012. Puis, la salle 5 qui contient des vestiges architecturaux et épigraphiques est rénovée en 2013. En 2014, pour les 2000 ans de la mort de l'empereur Auguste, 3 200 m2 supplémentaires sont transformés en espace d'exposition. Peu de temps après, la salle consacrée à la déesse romaine Anna Perenna est restaurée.

#### Œuvres
Les œuvres suivantes peuvent être admirer dans ce lieu :
- Buste de Vespasien (it);
- Buste d'Hadrien (musée des Thermes) (it);
- Buste de Gordien III (it);
- Buste de Gallien (it);
- Sarcophage de Julius Achilleus (it);
- Objets découverts près de la fontaine d'Anna Perenna.

Oeuvres exposées aux thermes de Dioclétien
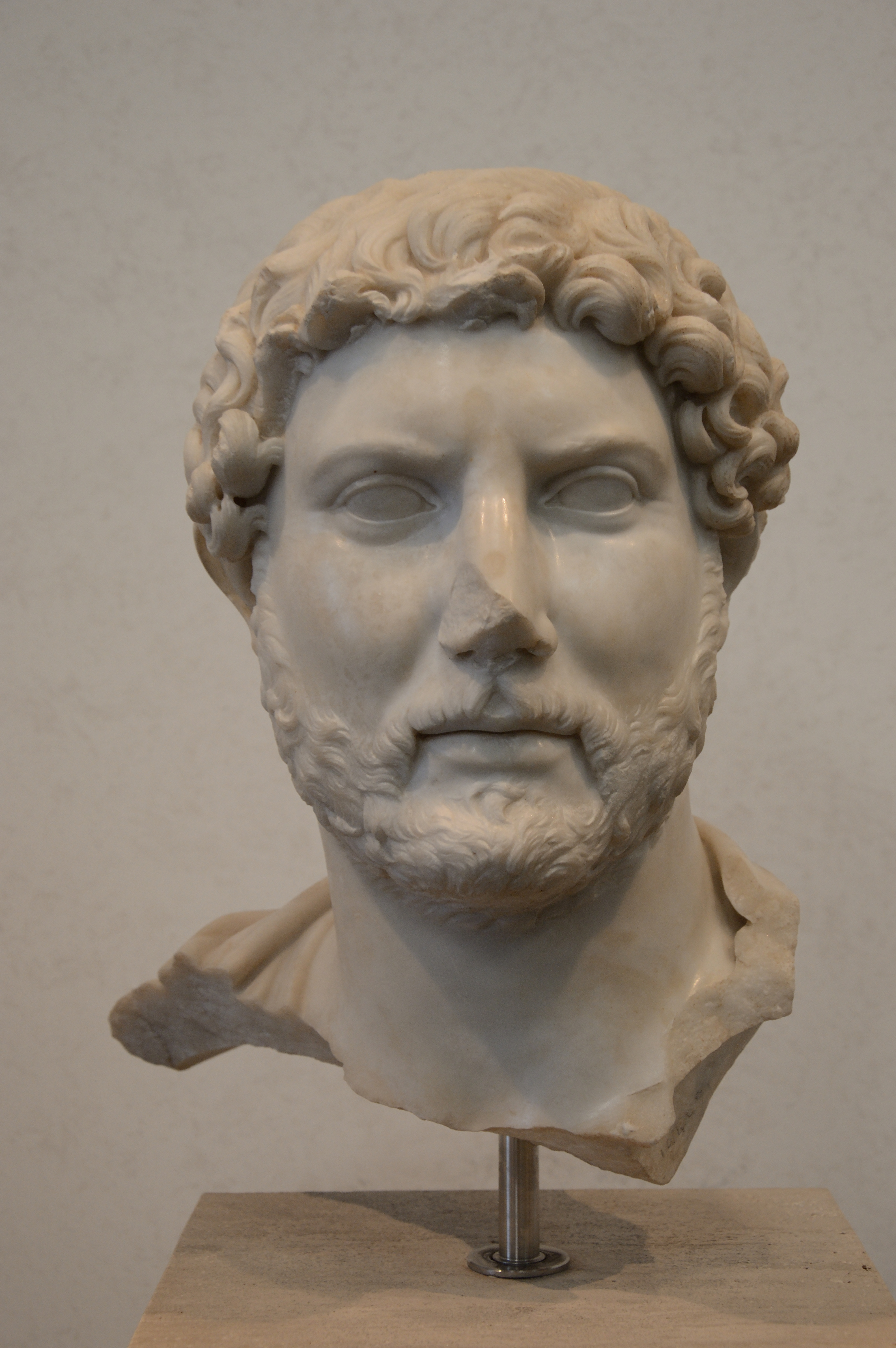
Buste d'Hadrien.
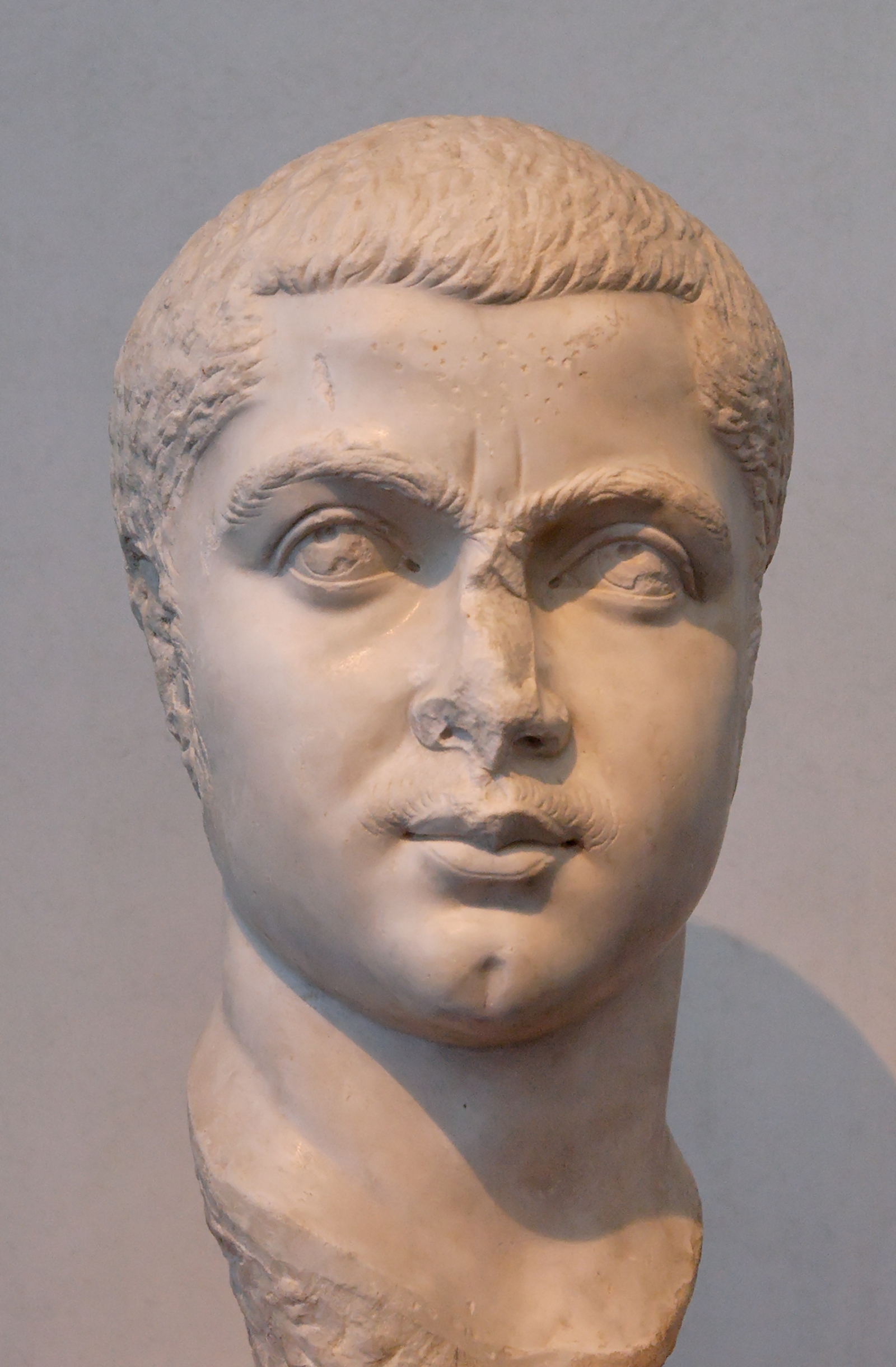
Buste de Gordien III.
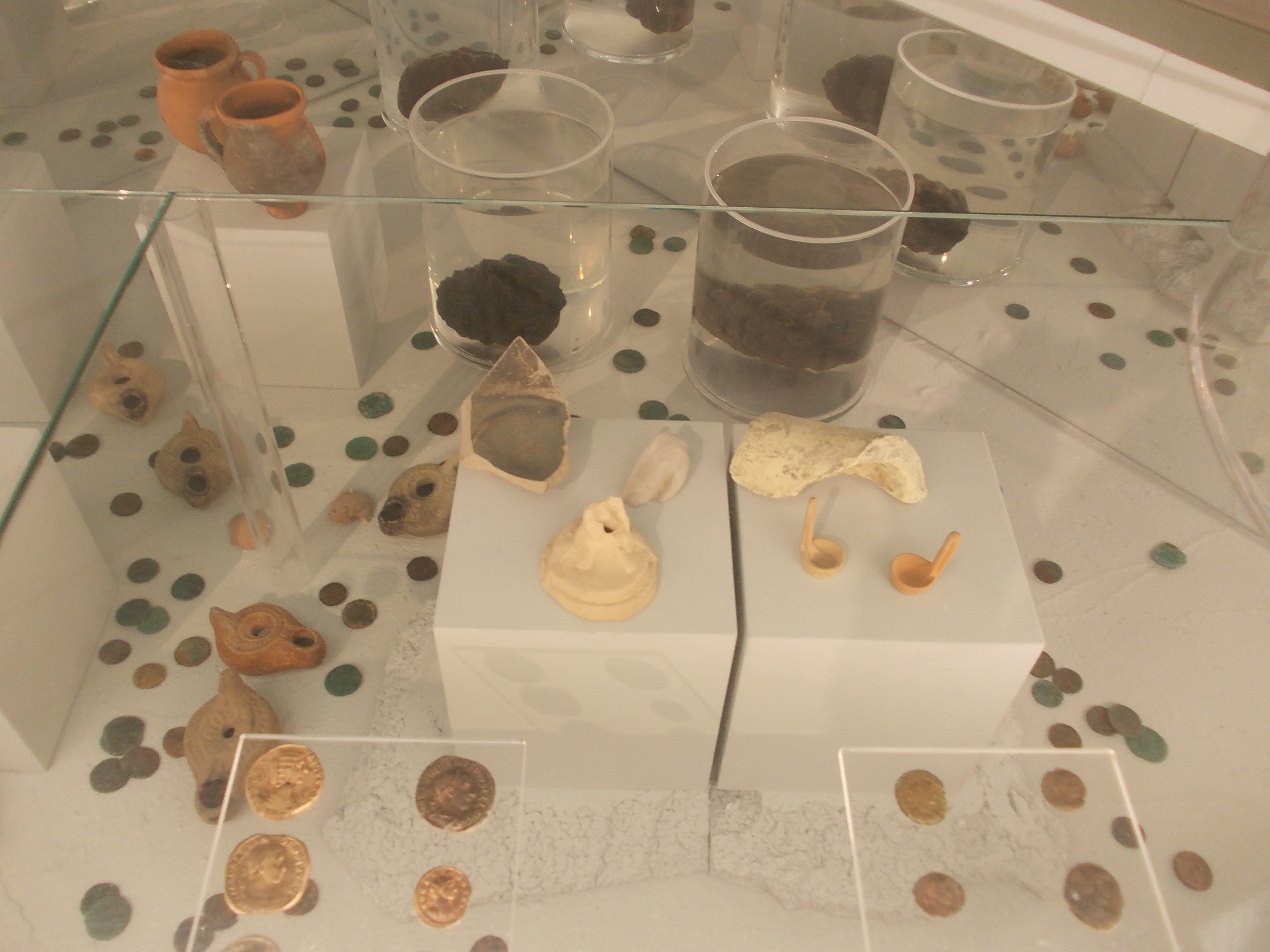
Objets découverts près de la fontaine d'Anna Perenna.
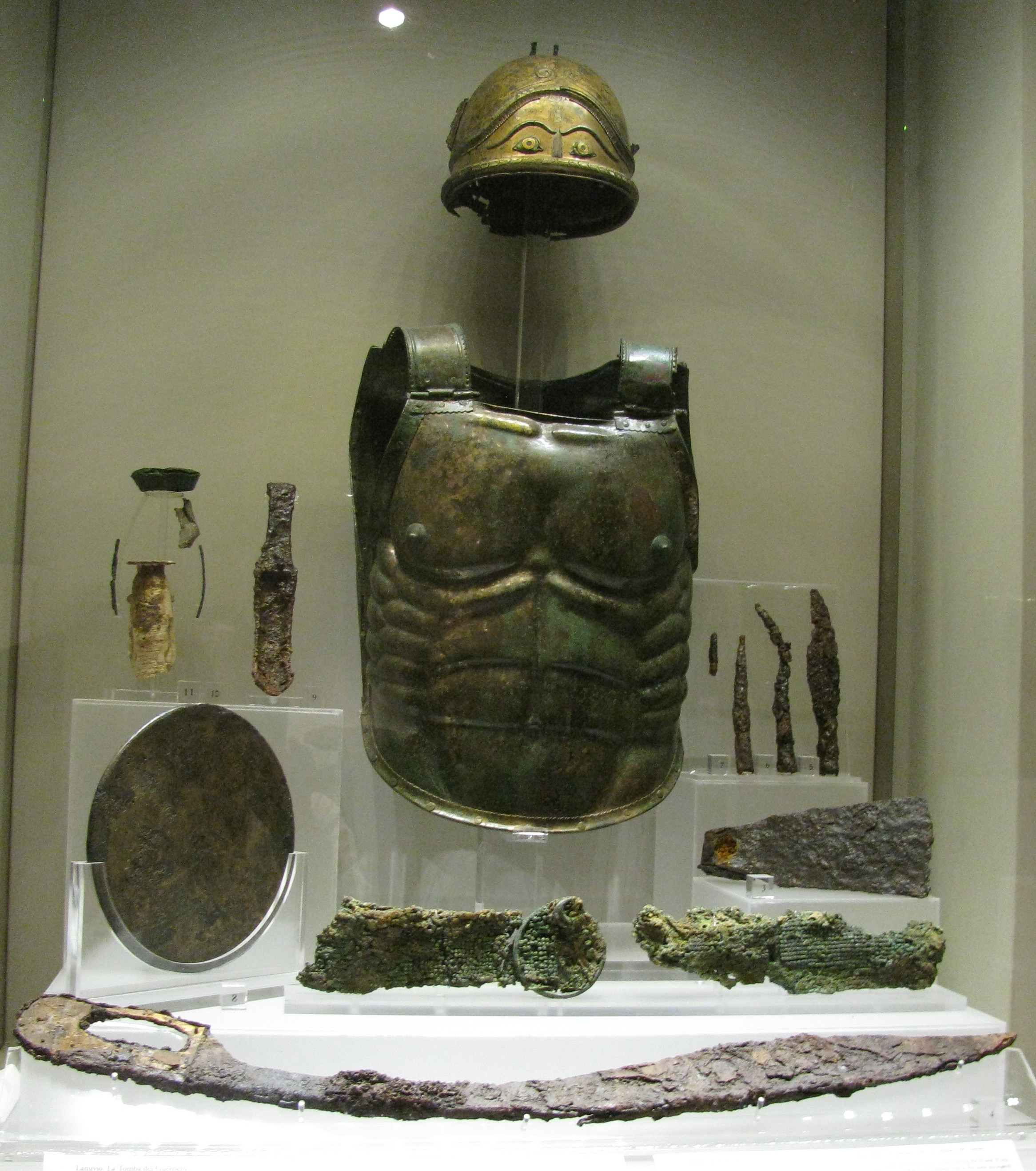
Tombe d'un guerrier de Lanuvium datant du Ve siècle av. J.-C.
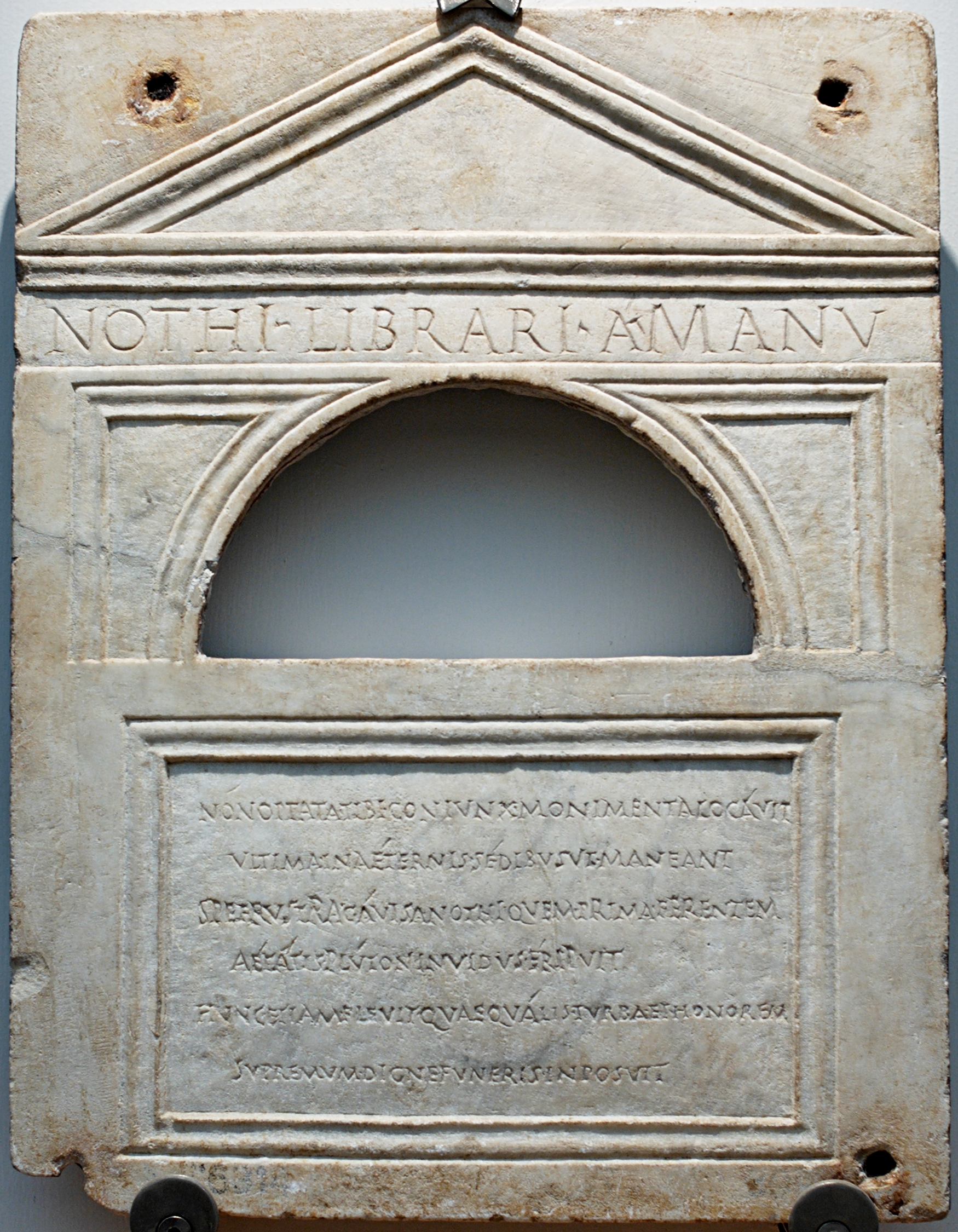
Stèle dédiée par sa femme à l'esclave Nothus, copiste et secrétaire, datant du Ier siècle.
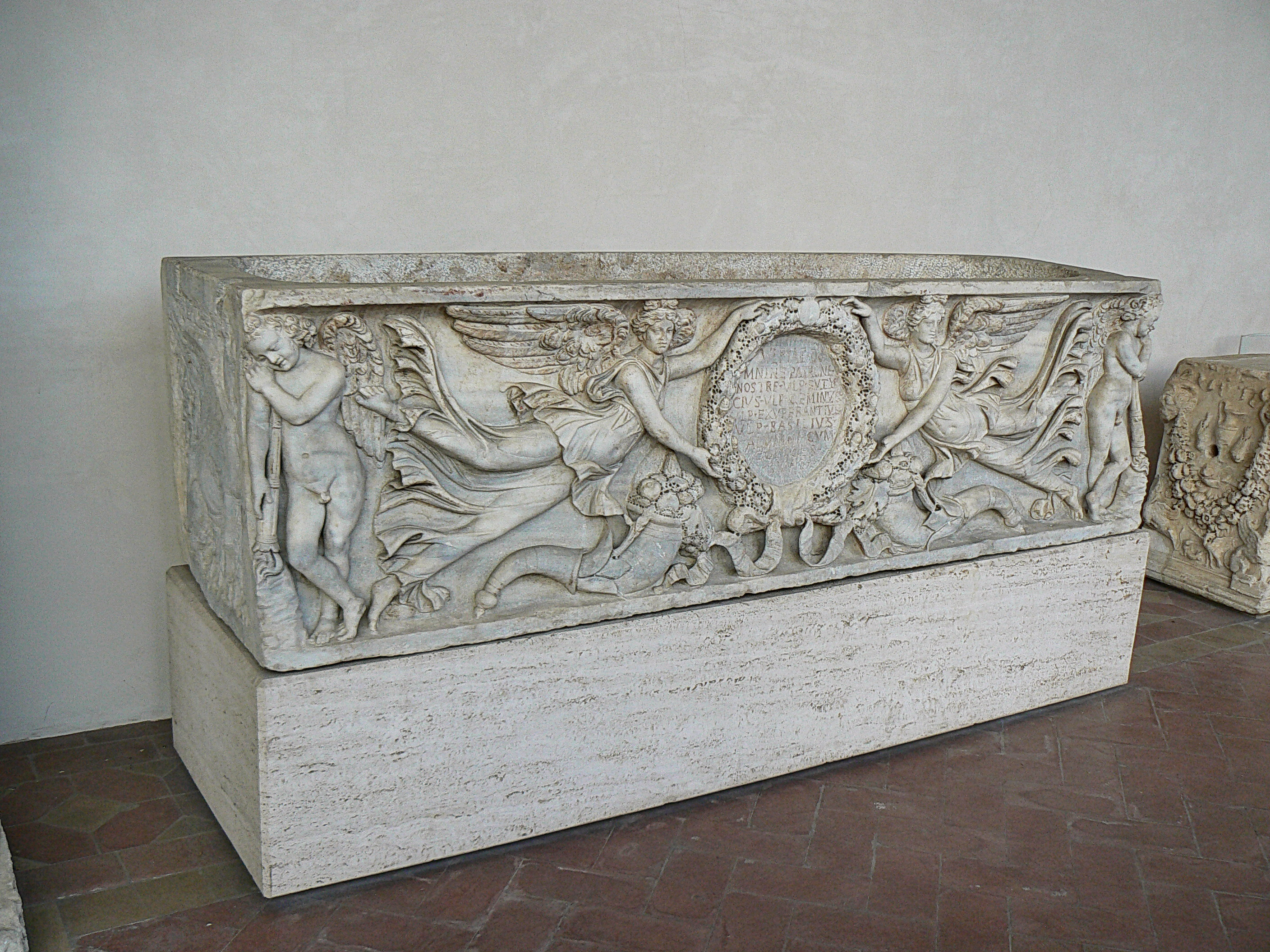
Sarcophage d'Ulpia Domnina daté de la fin du IIe ou du début du IIIe siècle.

#### Vénus de Cyrène

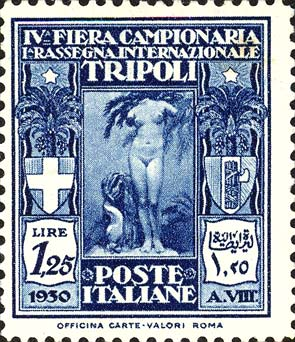
Timbre-poste de 1930 représentant la Vénus de Cyrène.

En 1913 pendant la période où la Libye est une colonie italienne, la statue de la Vénus de Cyrène, provenant de la ville libyenne de Cyrène, est transférée en Italie dans la salle octogonale des thermes de Dioclétien.
Le 30 août 2008, l'Italie restitue la sculpture à la Libye et l'œuvre est ensuite placée à Benghazi. La restitution est incluse dans les actions réalisées par l'Italie pour le retour des découvertes archéologiques illégalement exportées.
Malheureusement, en raison de la situation politique difficile en Libye, le lieu où elle est conservée, c'est-à-dire le sous-sol de la Banque commerciale, est pillé en 2011 et la statue est considérée comme disparue depuis cette date.

### Palais Massimo des Thermes

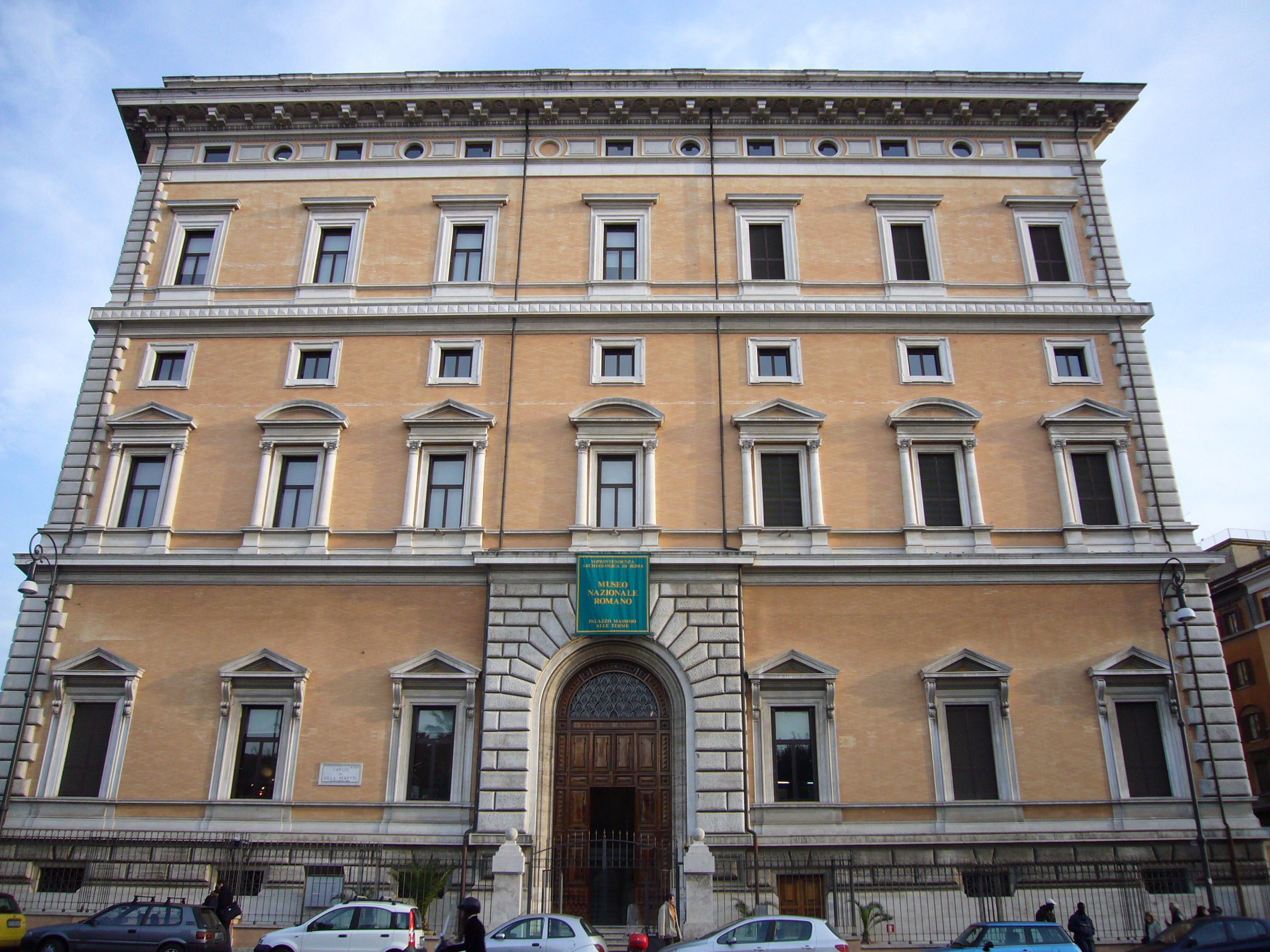
Entrée du Palais Massimo des Thermes.

Le palais a été reconstruit entre 1883 et 1887 par l'architecte Camillo Pistrucci sur la villa Peretti-Montalto (it), pour y installer le collège des jésuites. Après diverses péripéties, il est finalement acheté par l'État en 1981 et restauré.
Le musée est inauguré en 1995 et achevé en 1998.
Il accueille une section de numismatique et d'orfèvrerie en lien avec l'économie romaine ; et une section d'art ancien avec des œuvres de l'époque républicaine tardive, impériale et de l'Antiquité tardive (dont les œuvres d'art des grandes demeures sénatoriales importés de Grèce).

#### Sous-sol
Une section consacrée à l'orfèvrerie et une riche collection de numismatique se trouve à cet étage, elle a appartenu à Victor-Emmanuel III.
La momie d'une fillette d'environ huit ans, appelée momie de Grottarossa (it), datant du IIe siècle environ et trouvé sur la Via Cassia à l'intérieur d'un sarcophage avec son mobilier funéraire, également exposé. C'est la seule momie romaine découverte.

Oeuvres exposées au sous-sol
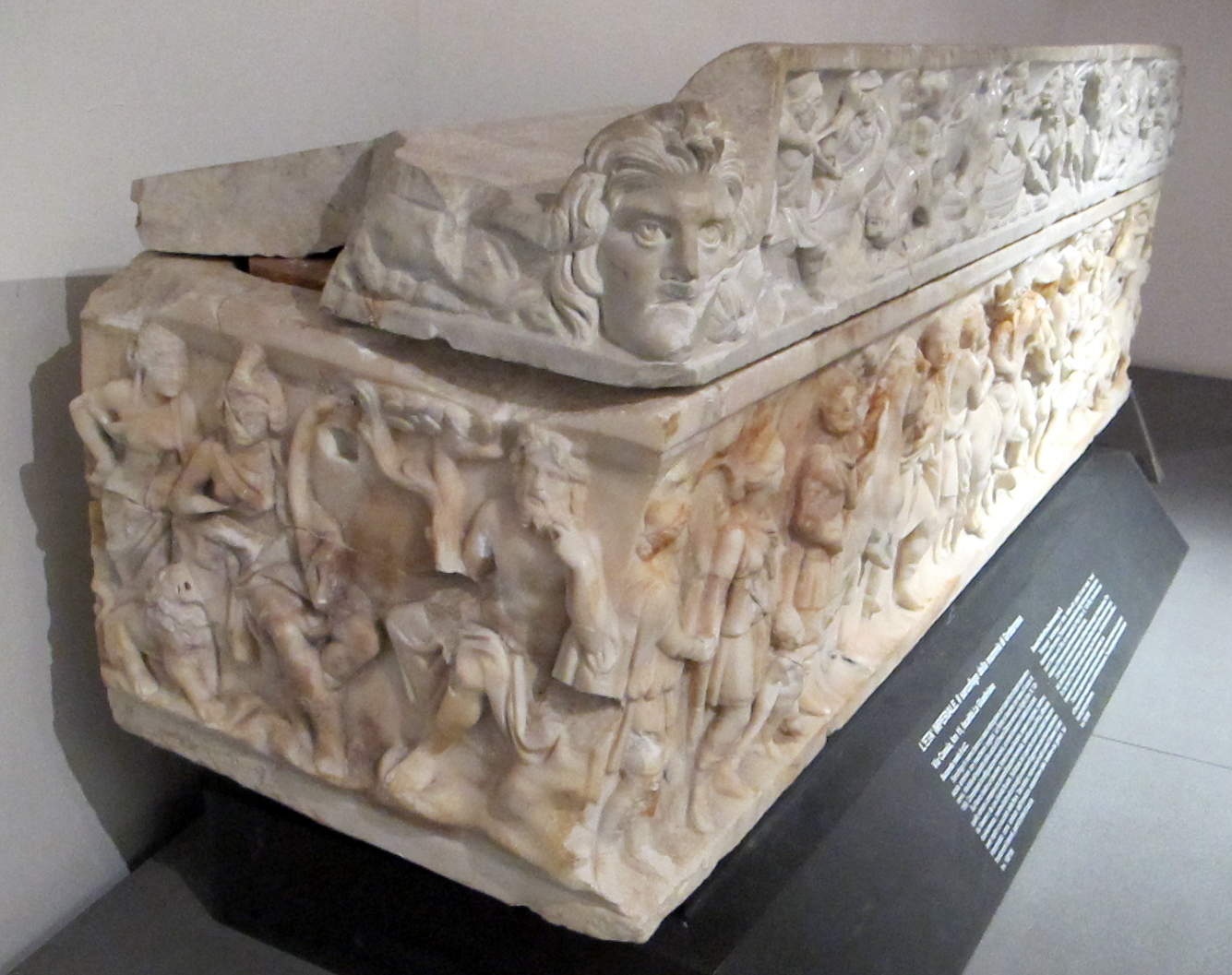
Sarcophage de la momie daté de 150-200.
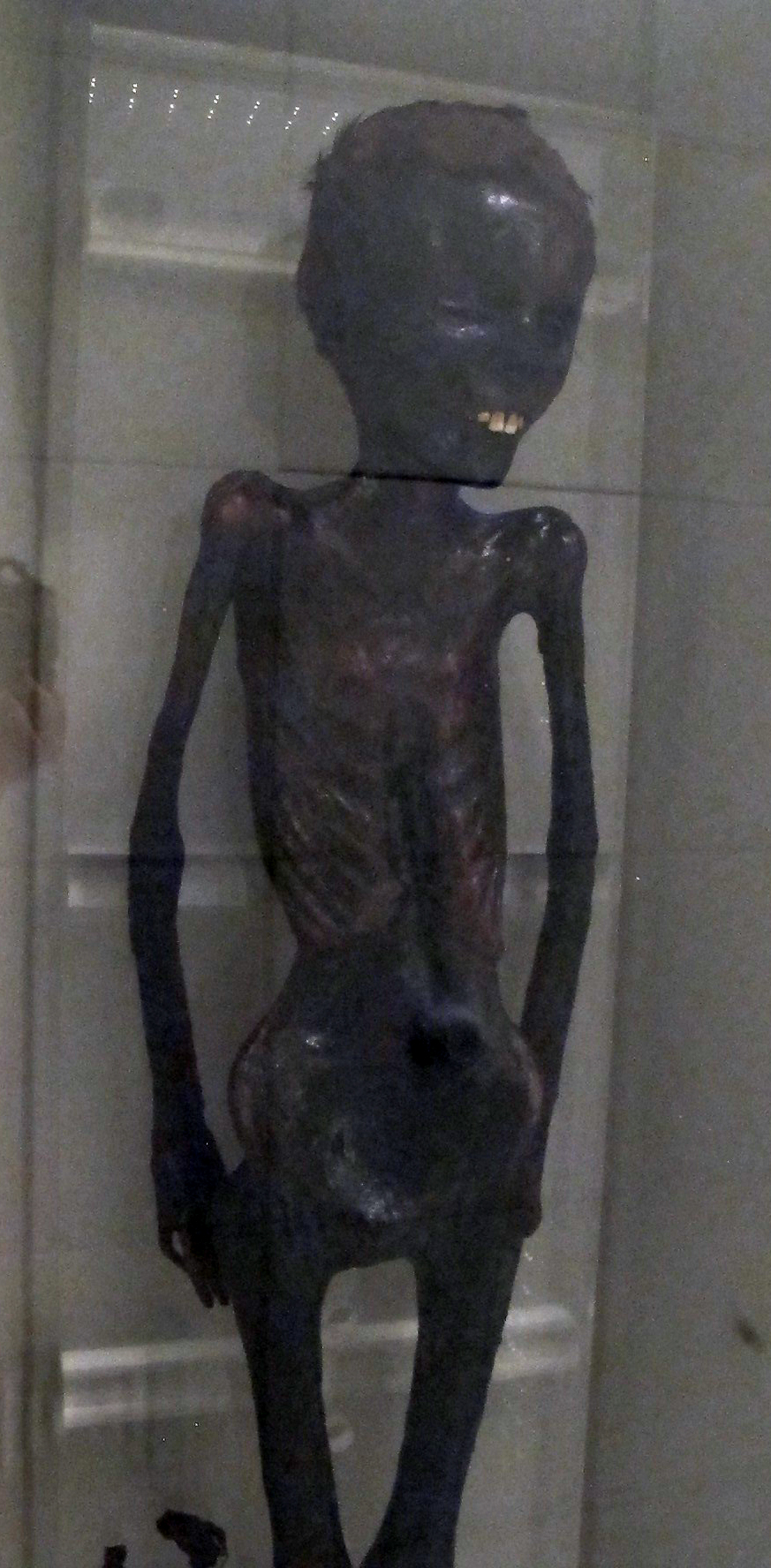
Momie de Grottarossa (it).
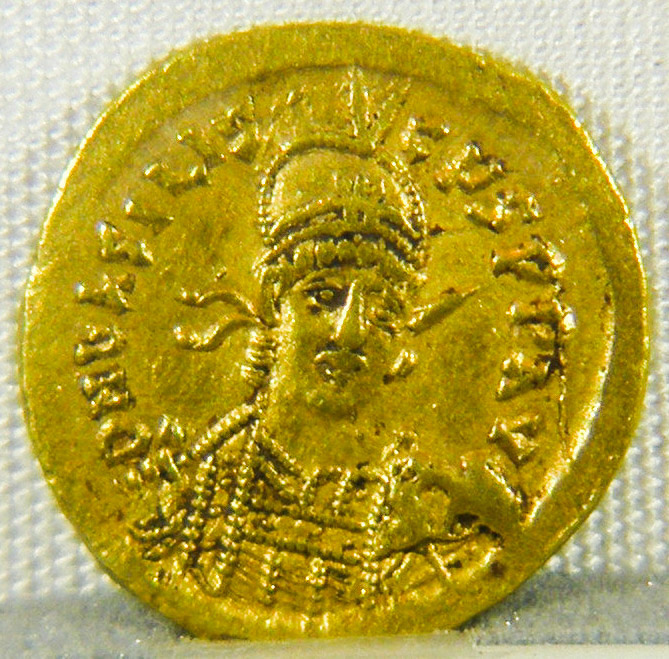
Monnaie de Basiliscus (475-476).
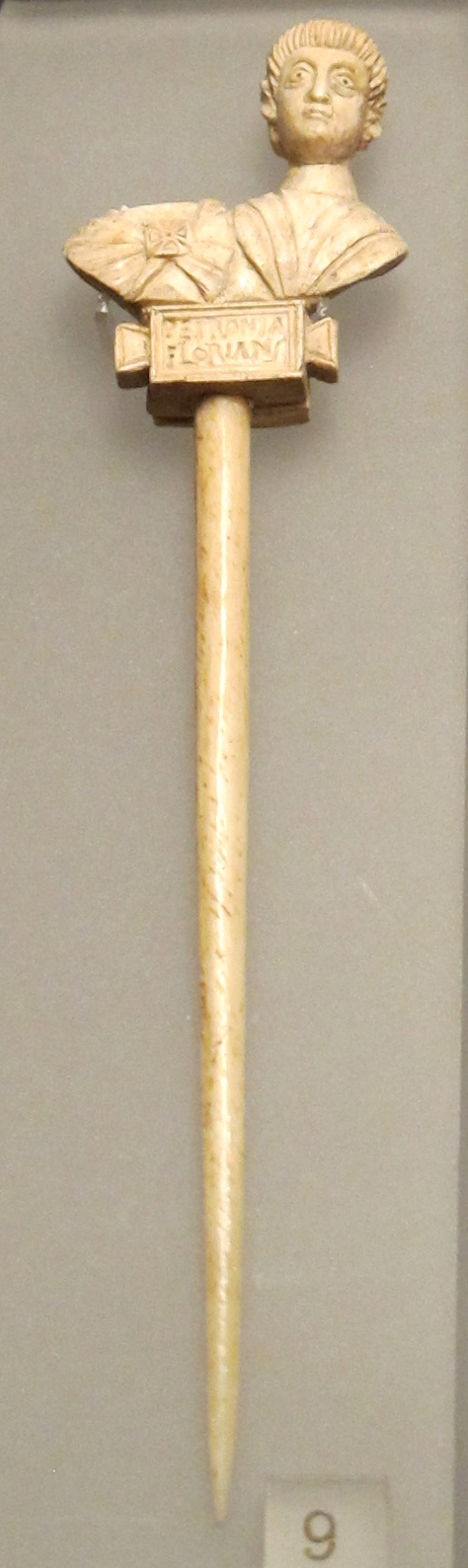
Épingle à cheveux ornée de bustes datée du IVe siècle.
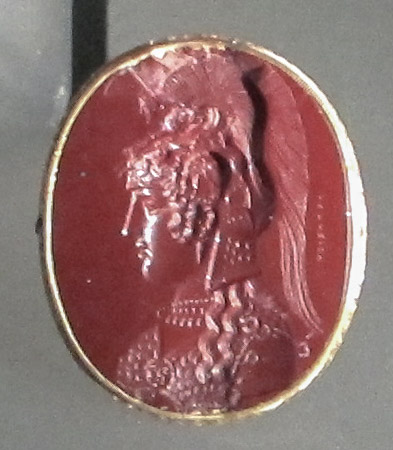
Bijou de jaspe avec Athéna Parthénos daté du Ier siècle av. J.-C.
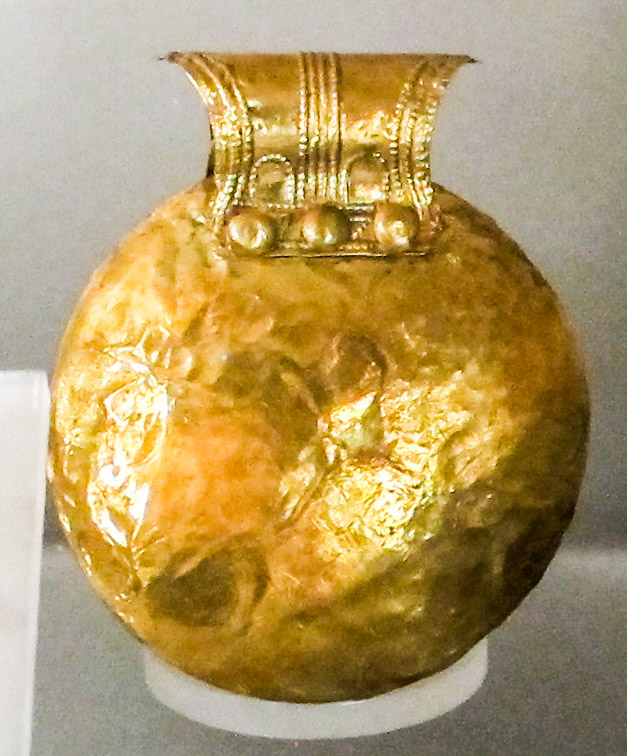
Bulle en or.

#### Rez-de-chaussée

Plan du rez-de-chaussée du palais Massimo des Thermes.
Zone d'exposition

Le rez-de-chaussée abrite des chefs-d'œuvre de l'art romain, de la fin de l'époque républicaine avec des œuvres appartenant aux classes dirigeantes du IIe-Ier siècle av. J.-C.) à l'époque de la dynastie Julio-Claudienne. Après la billetterie se trouve une statue colossale d'une divinité féminine assise. Elle provient des pentes de l'Aventin et est composée de nombreux types de marbres anciens colorés, selon une technique très appréciée des sculpteurs romains.
Cette statue date de l'époque de l'empereur Auguste et est restaurée en Minerve, où le visage est refait en plâtre avec les traits d'Atena Carpegna. Selon des études récentes, cependant, il semble que la statue représentait Magna Mater-Cybèle, une ancienne divinité anatolienne, dont le centre principal de son culte est Pessinonte en Phrygie et qui, à partir de la deuxième guerre punique, commence à protéger les Romains.

Oeuvres exposées au rez-de-chaussée
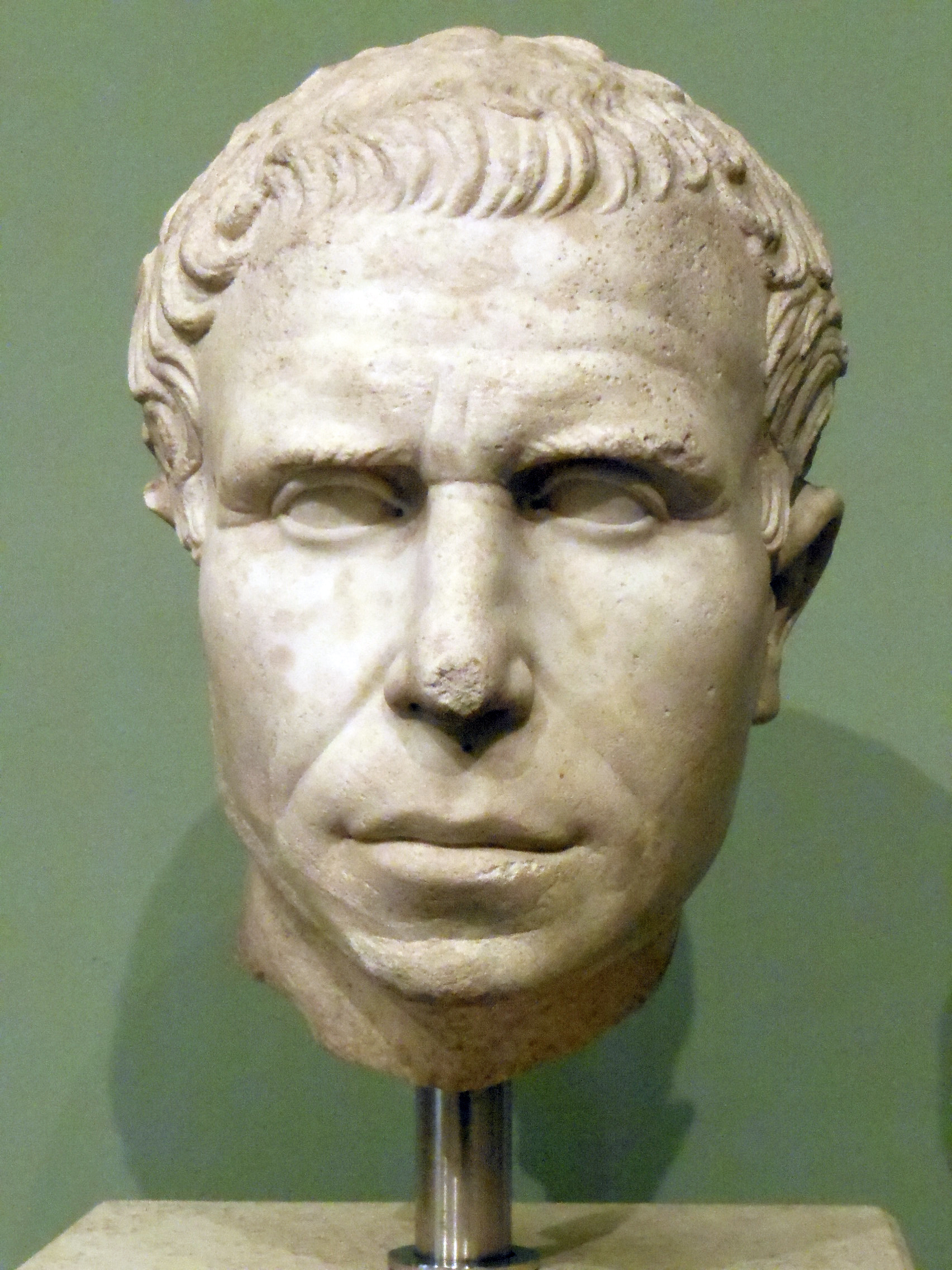
Buste d'un homme daté de 30 av. J.-C. en marbre de Carrare retrouvé à Nemi.
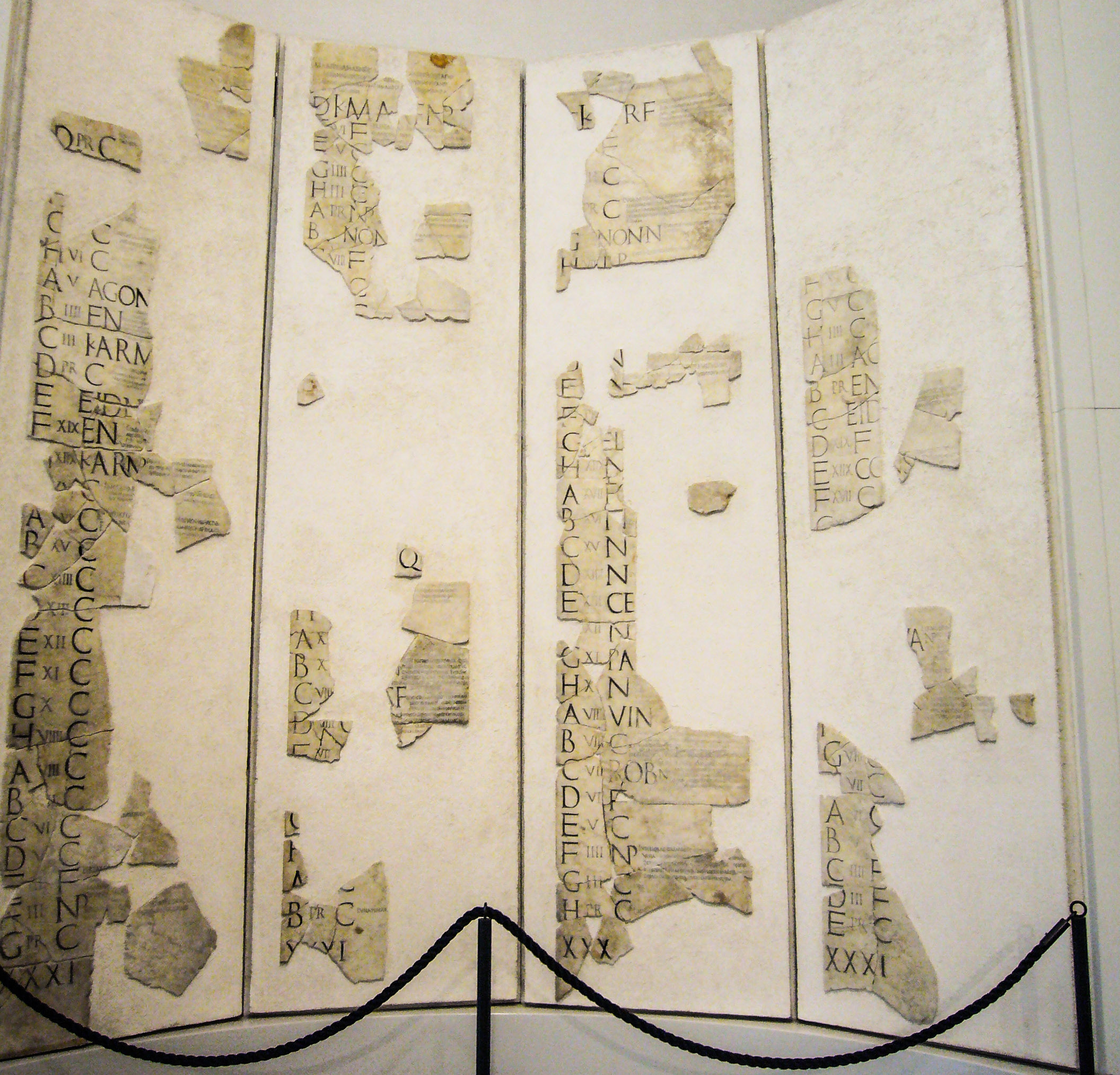
Fasti Praenestini, calendrier de Verrius Flaccus daté de 9-6 av. J.-C. découvert à Palestrina.
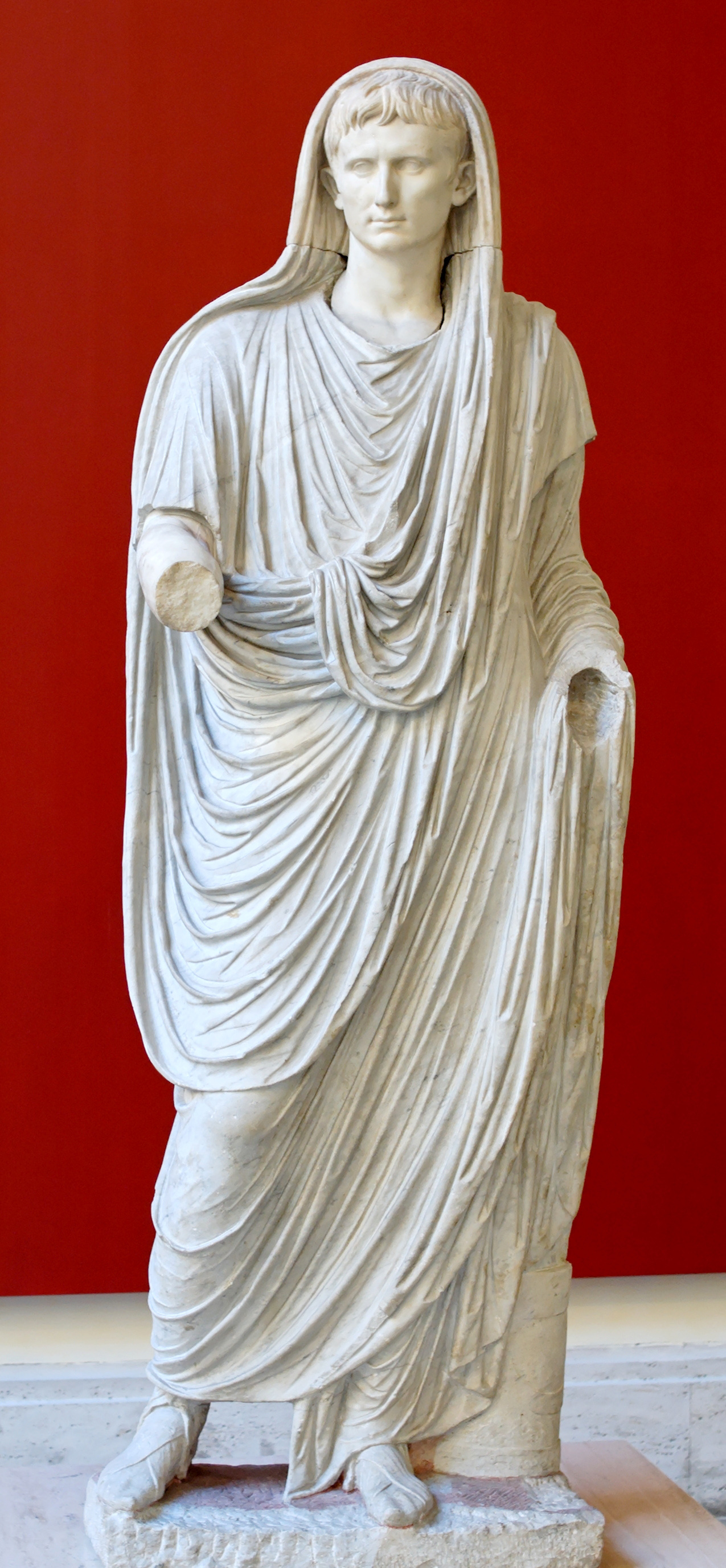
Auguste de la Via Labicana réalisé entre 10 et 1 av. J.-C..
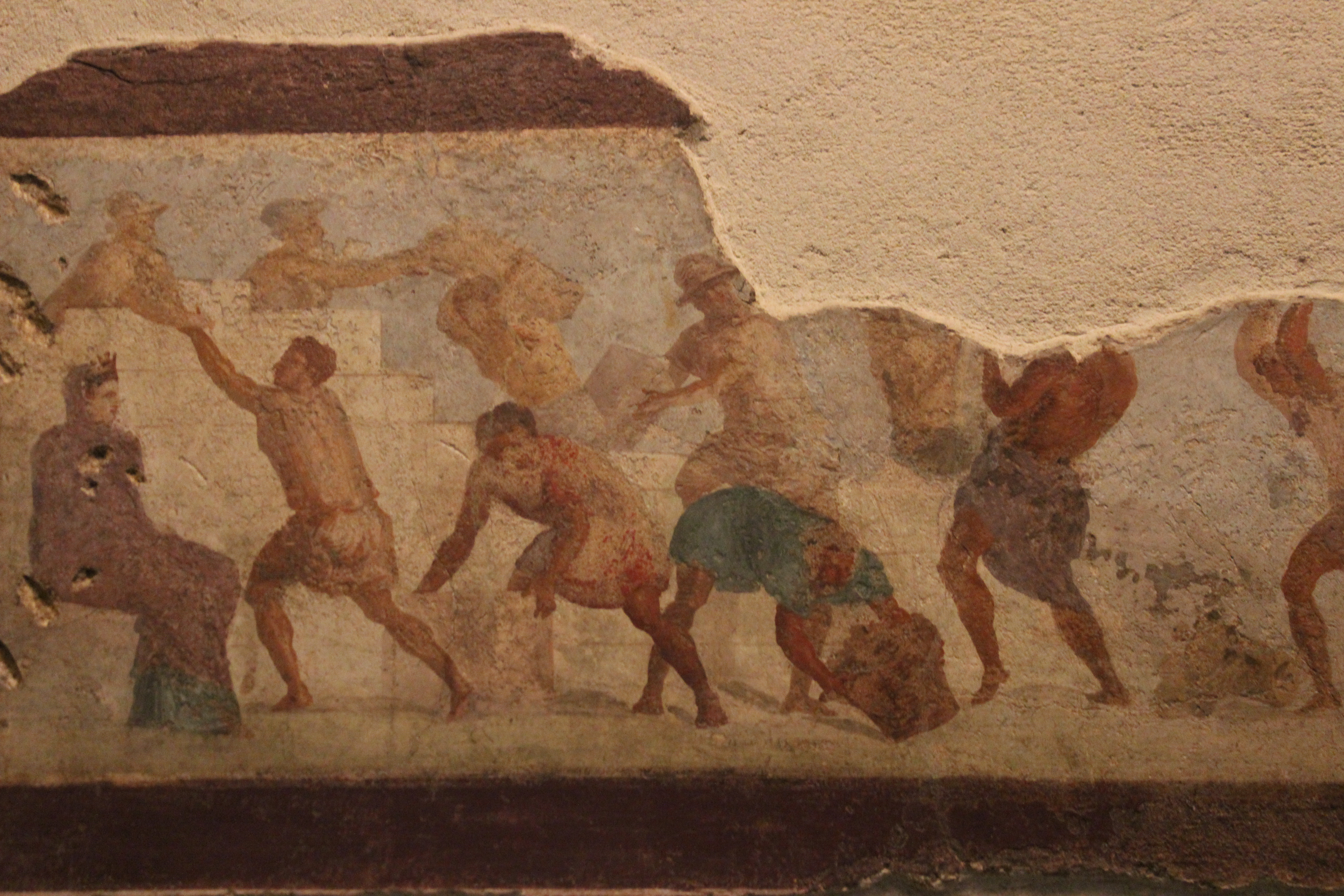
Fresque du colombarium de l'Esquilin, montrant la fondation d'Albe la Longue.
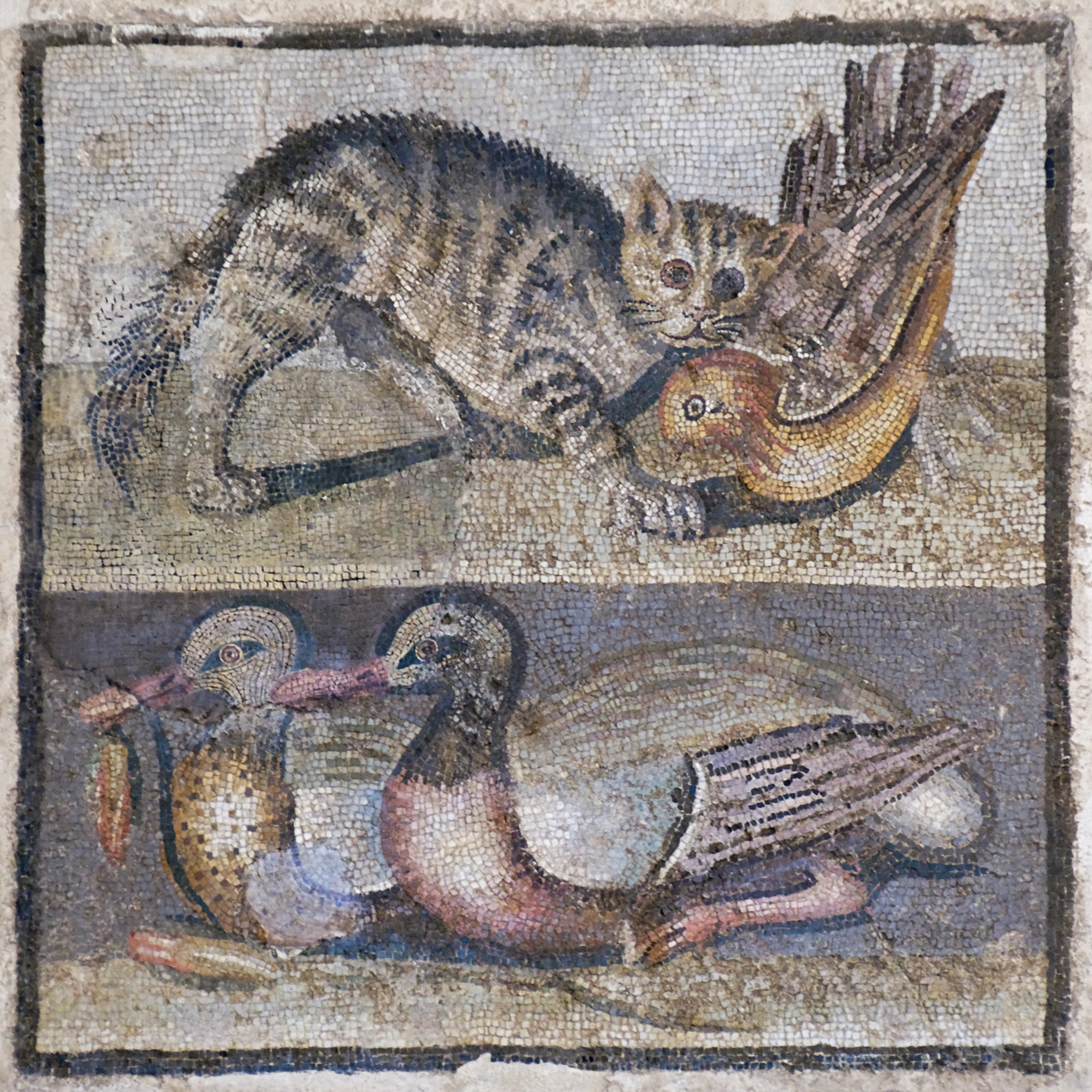
Mosaïque du chat et des deux canards daté du premier quartier du Ier siècle av. J.-C.
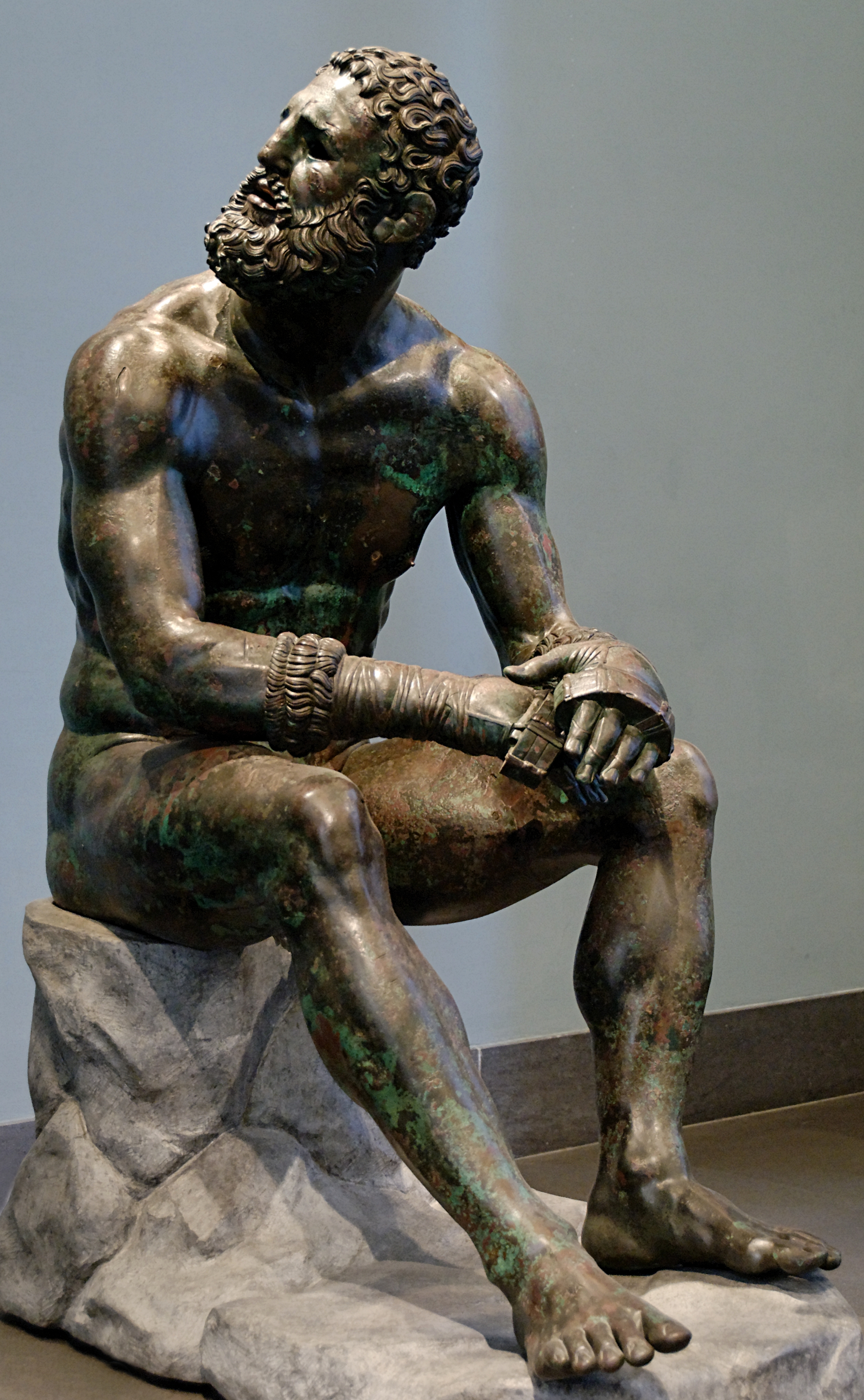
Pugiliste des Thermes daté du IIIe-IIe siècle av. J.-C.

#### Premier étage

Plan du 1er étage du palais Massimo des Thermes.
Zone d'exposition

On accède au premier étage par un grand escalier où sont exposées des statues (copies ou remaniements d'originaux grecs) des divinités les plus importantes de la religion romano-grecque des villes du Latium : Jupiter, Apollon, Dionysos et Athéna.
Les chefs-d'œuvre de la sculpture romaine de l'époque flavienne à l'Antiquité tardive sont exposés, ainsi que de nombreux sarcophages païens et chrétiens, dont le Sarcophage de Portonaccio. Dans une grande salle se trouve l'ancienne « salle des chefs-d'œuvre » du « Musée des Thermes », dans laquelle sont exposées d'importantes œuvres sur la sculpture « idéale », utilisées comme mobilier précieux pour les villae de l'aristocratie romaine, telles que l'Aphrodite accroupie, deux copies du Discobole et quelques originaux grecs dont la Jeune fille d'Anzio.

Oeuvres exposées au 1er étage
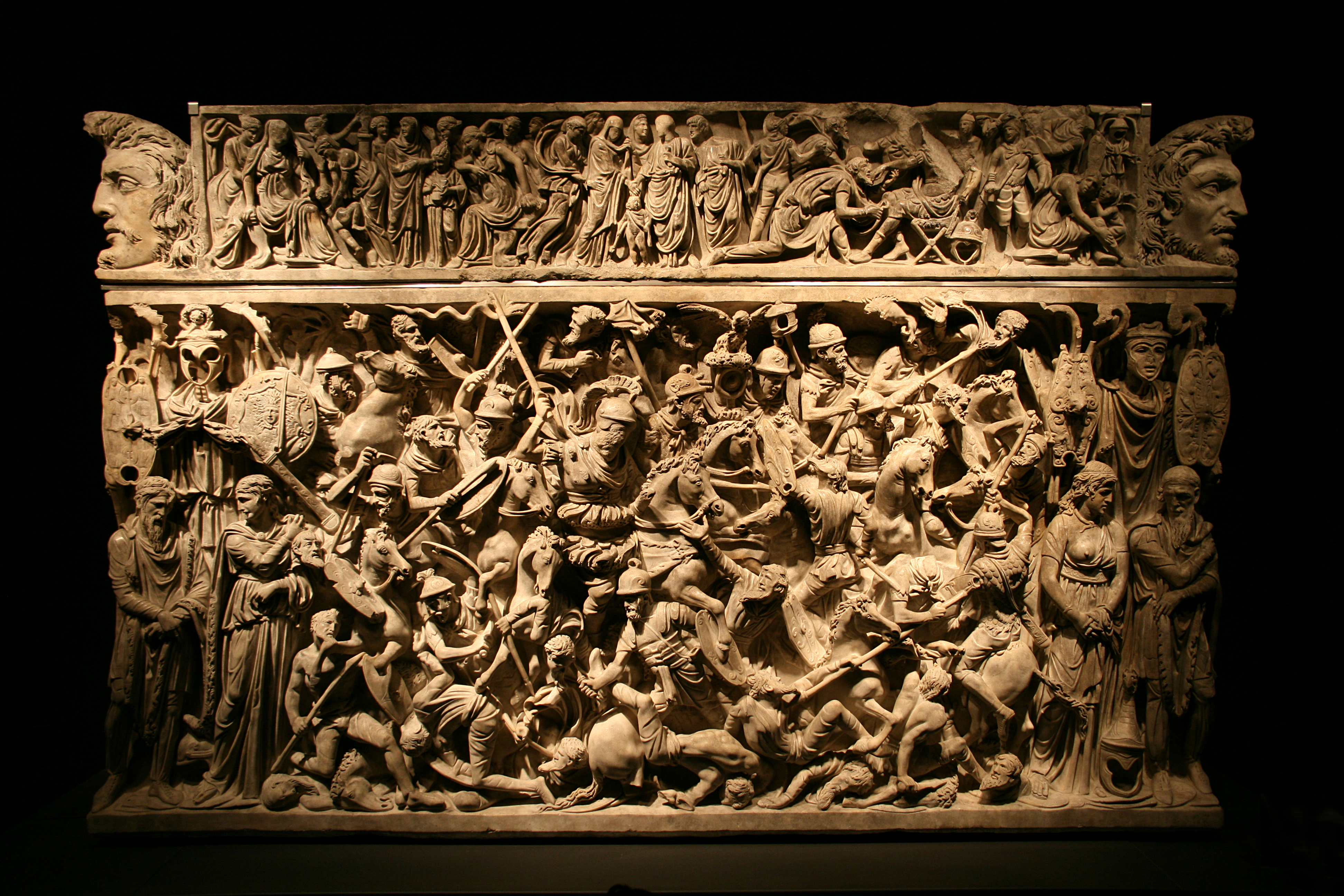
Sarcophage de Portonaccio.
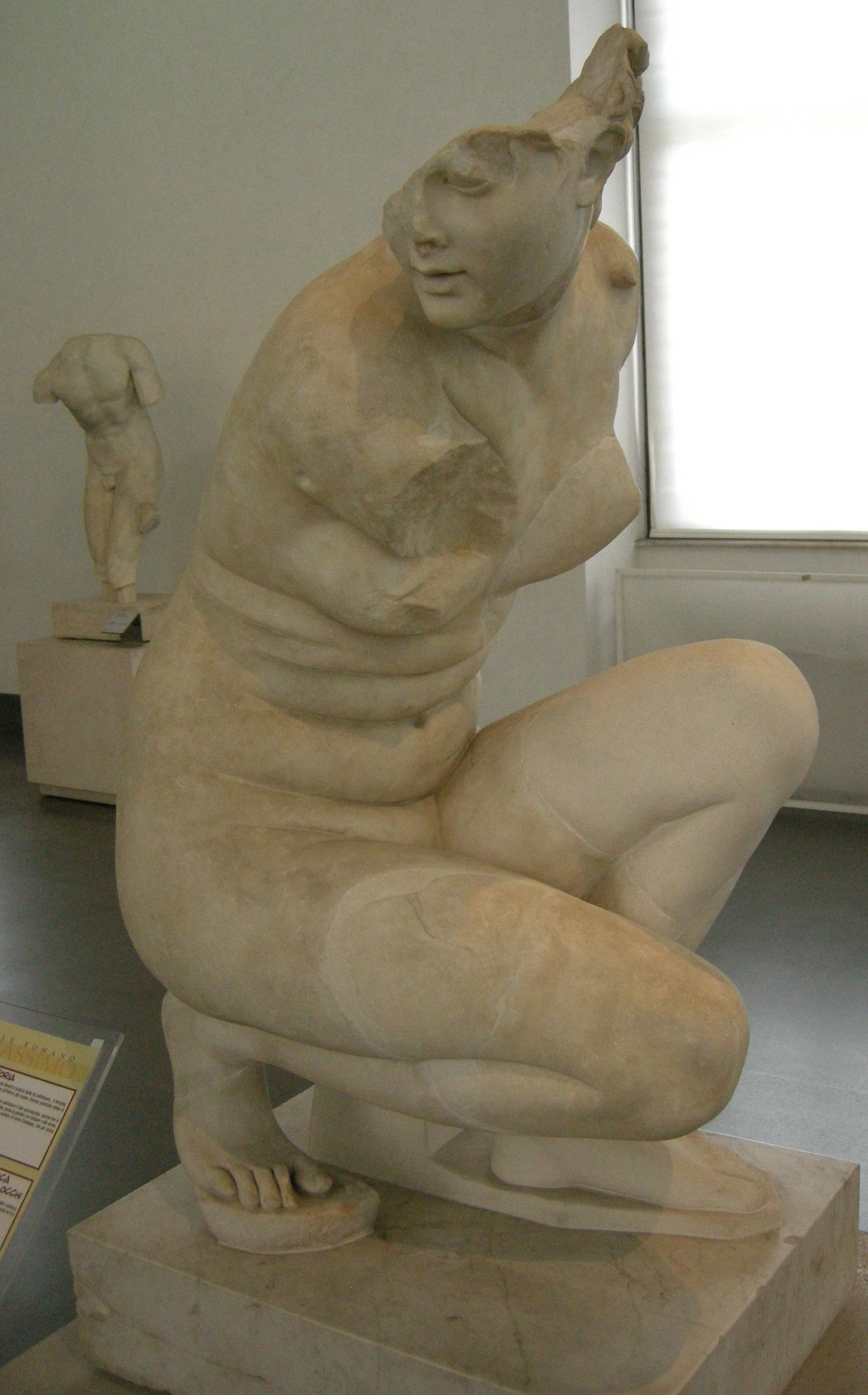
Aphrodite accroupie.
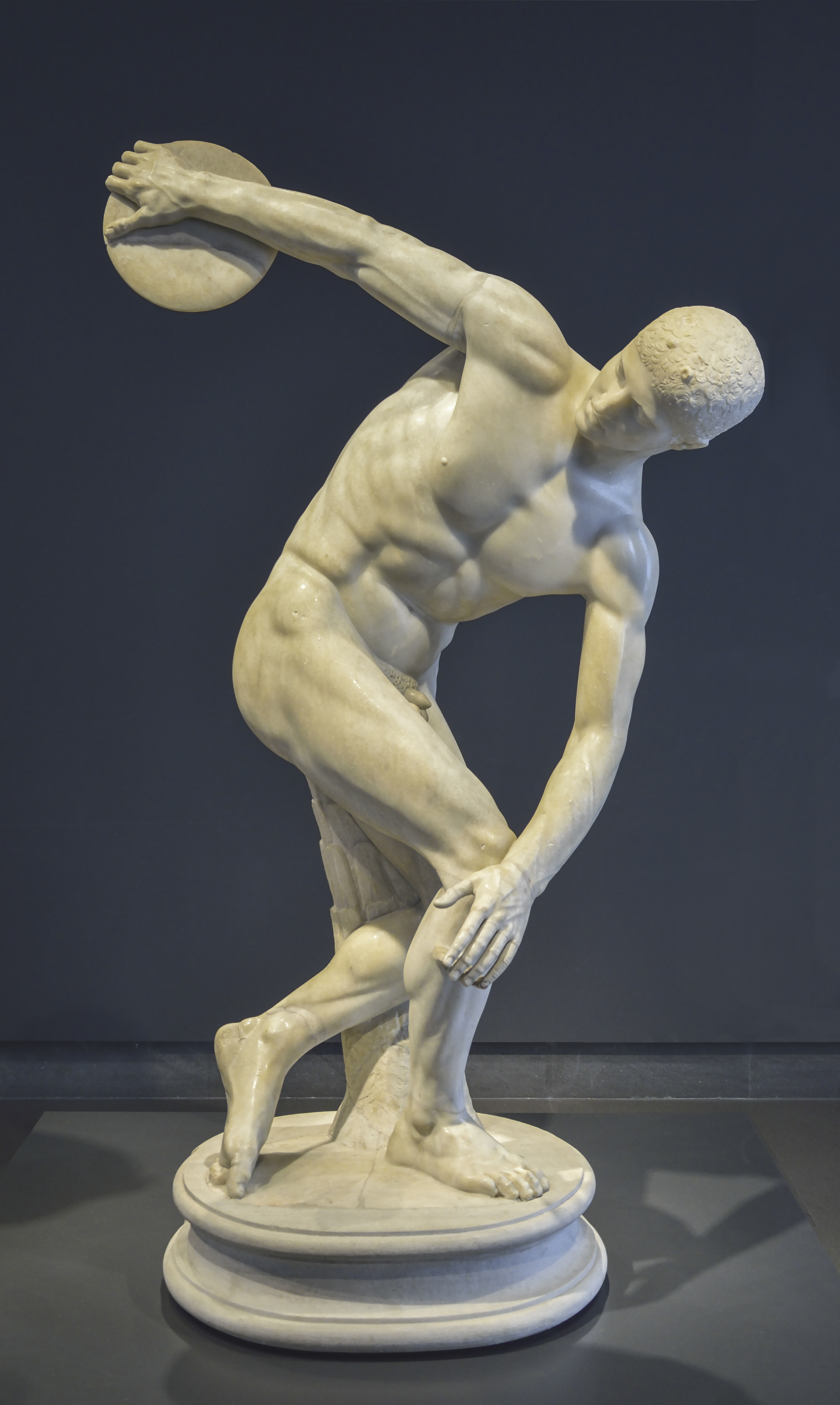
Discobole.
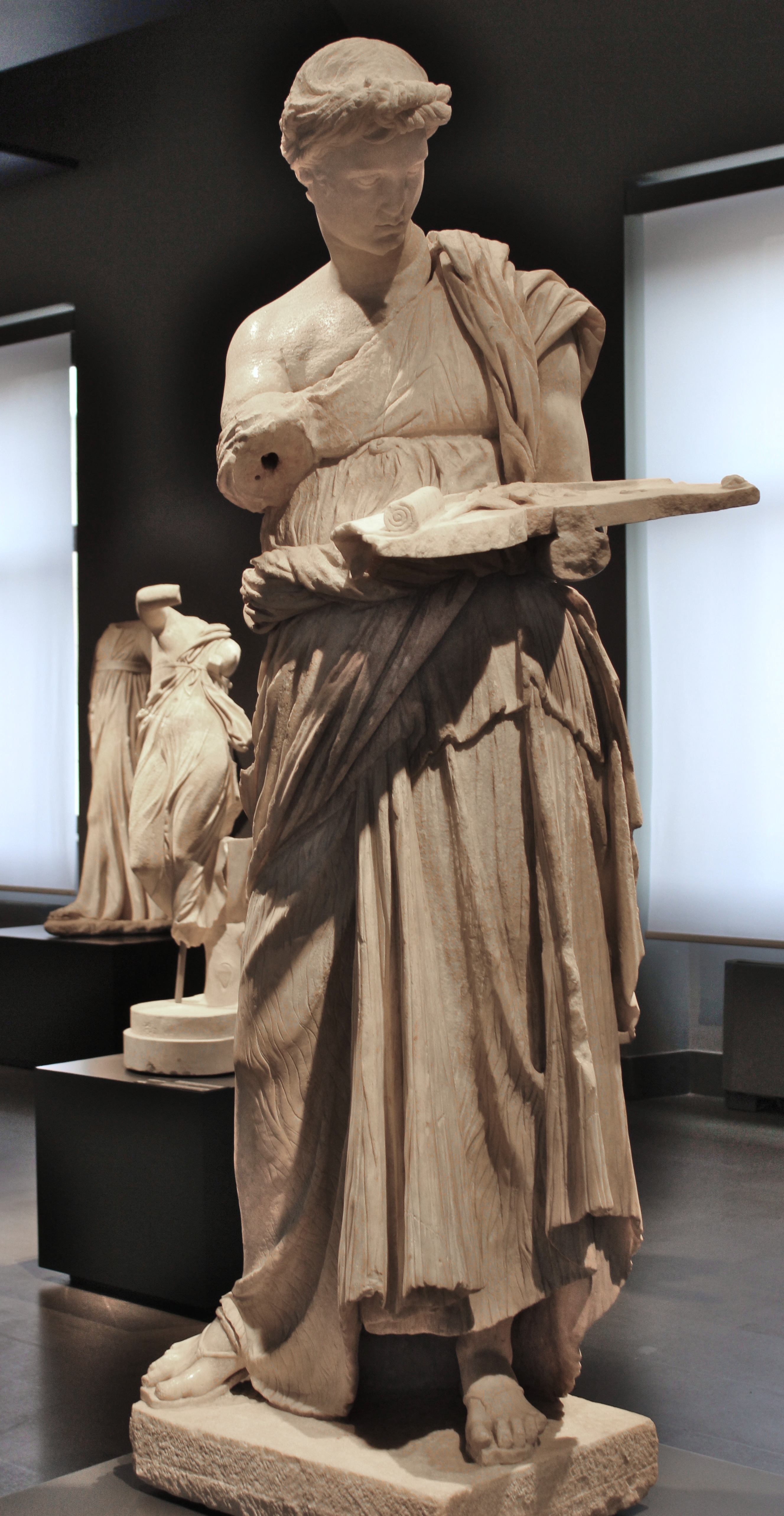
Jeune fille d'Anzio.
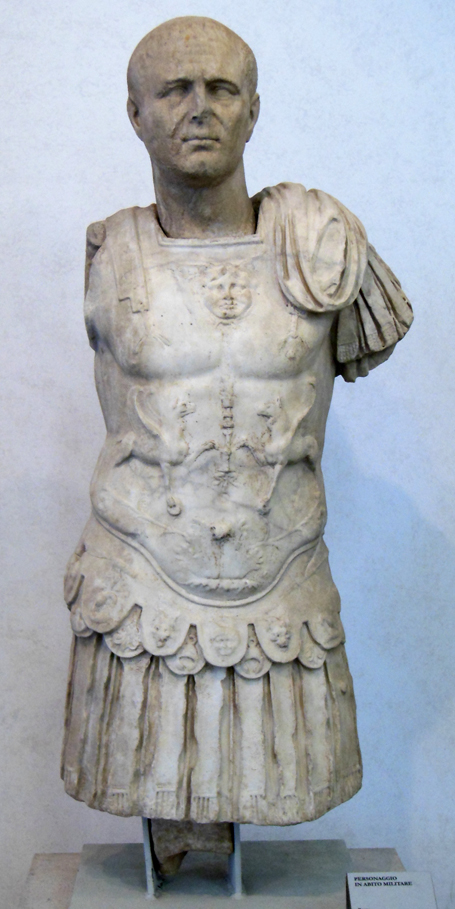
Trajan en lorica.
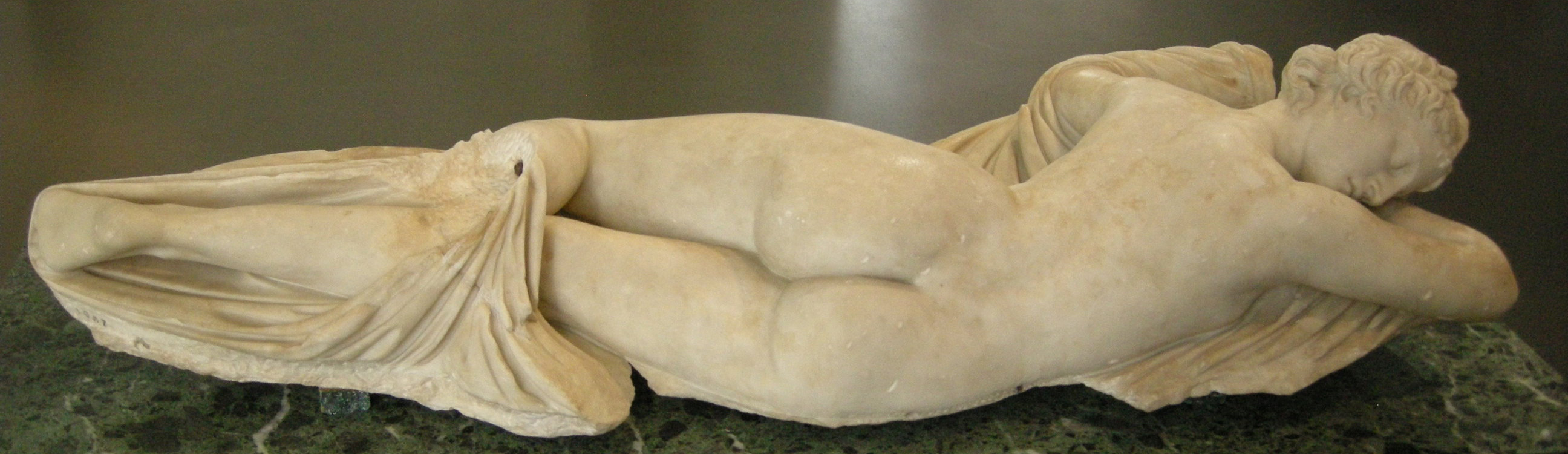
Hermaphrodite endormi

#### Deuxième étage
Le deuxième étage abrite les fresques de la Nymphée souterrain de la villa Livia, découvertes près de Prima Porta, ayant appartenu à Livie, épouse d'Auguste et impératrice. Il s'agit d'un trompe-l'œil qui reproduit un jardin avec des arbres fruitiers et des oiseaux sur les quatre côtés.
Dans les autres salles, il y a une série de mosaïques sur le mur et le sol, des mégagraphies impériales tardives, telles que les panneaux avec pompa circensis et « Ila enlevée par les nymphes » de la basilique de Junius Bassus, les fresques du « port fluvial de San Paolo » et la section des fresques découvertes dans les salles souterraines de la "maison ou jardin de la villa Farnesina" fouillée à la fin du XIXe siècle pour permettre l'ouverture d'un lungotevere. Les salles décorées de fresques sont restaurées, réaménagées et inaugurées le 30 juin 2010.

Œuvres exposées au 2e étage
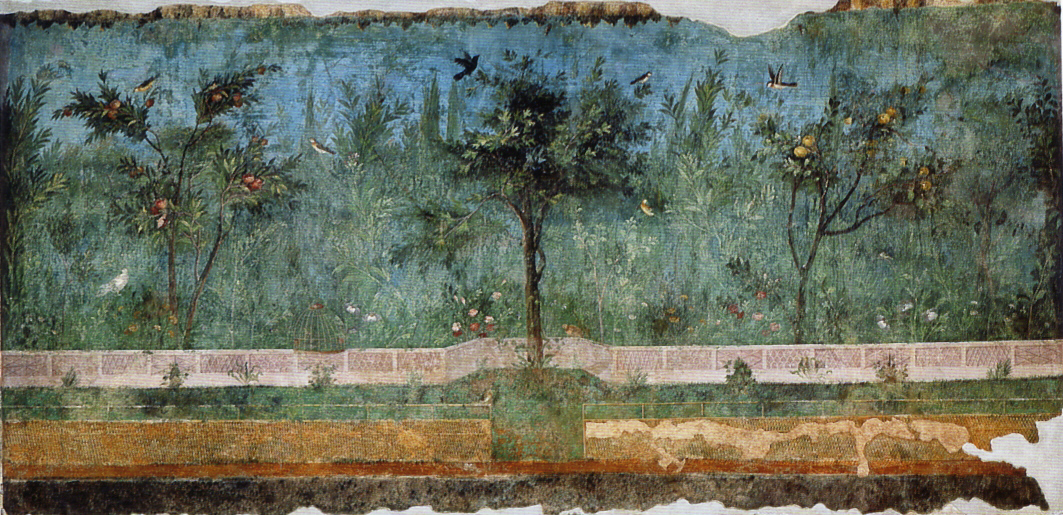
Nymphée souterrain de la villa Livia.
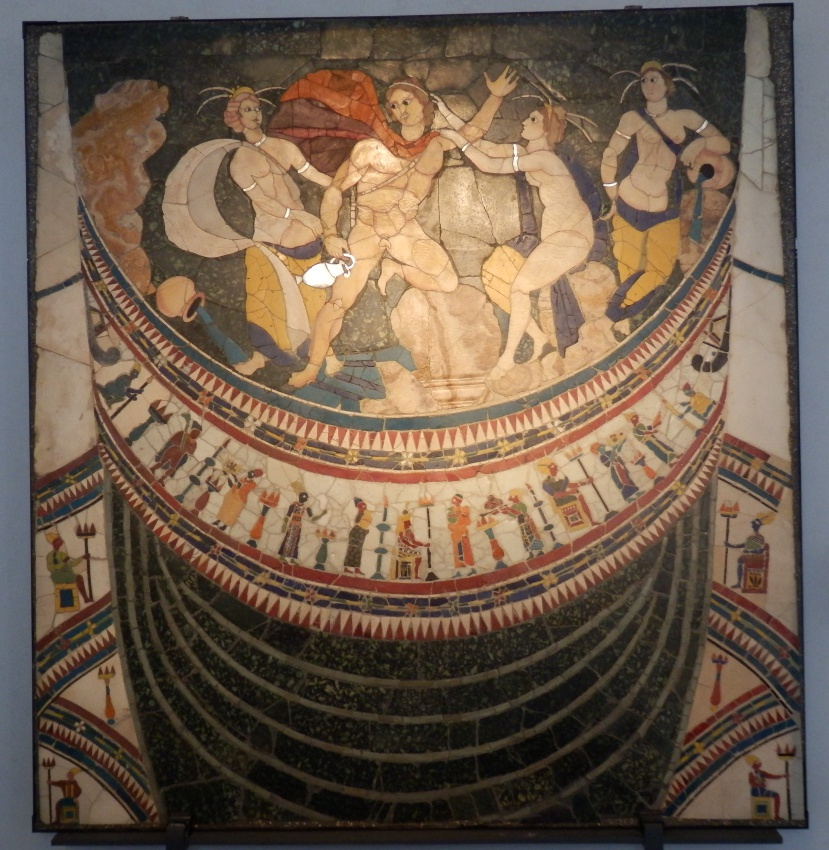
Rapt d'Hylas par les nymphes.
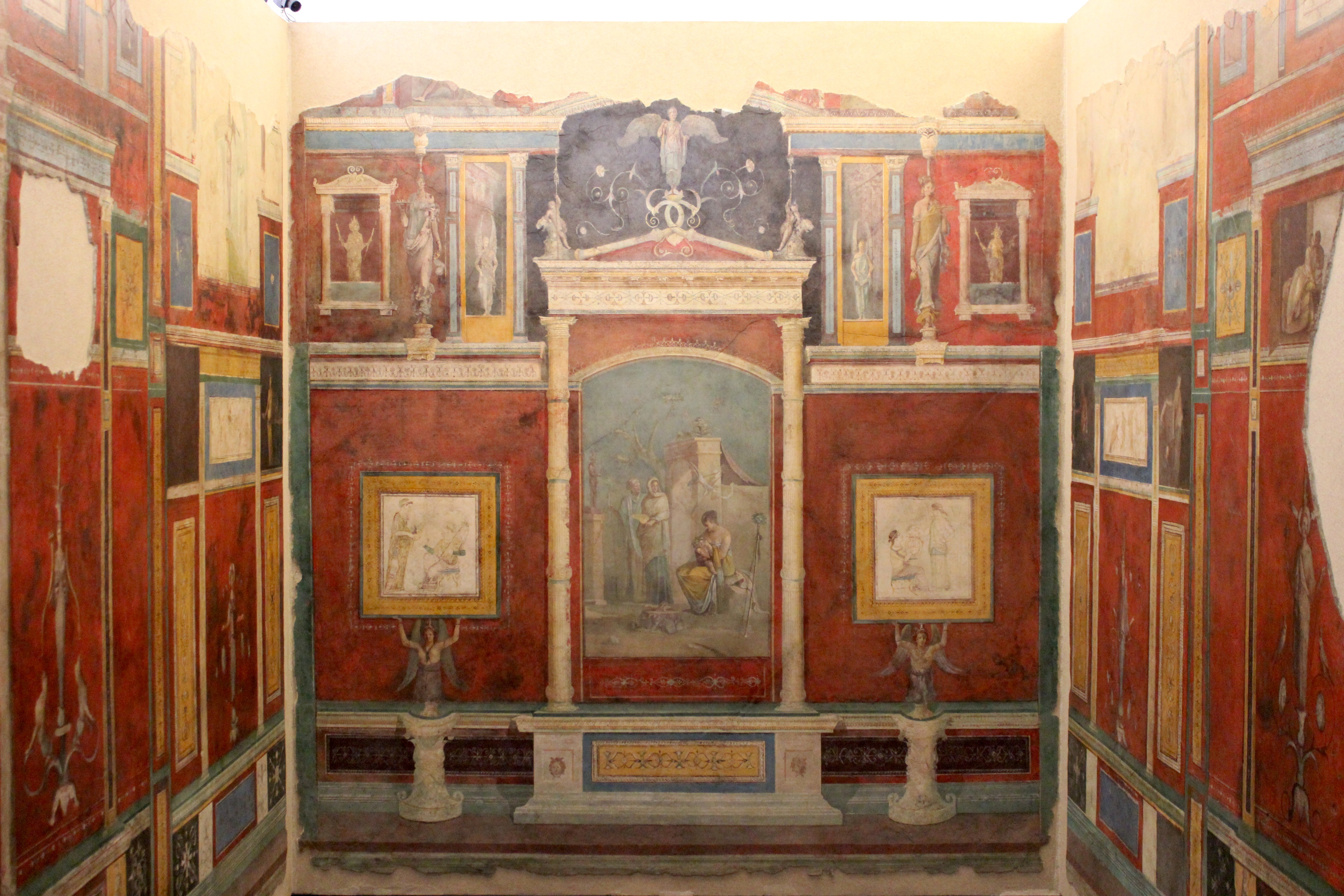
Chambre à coucher (2e style pompéien).
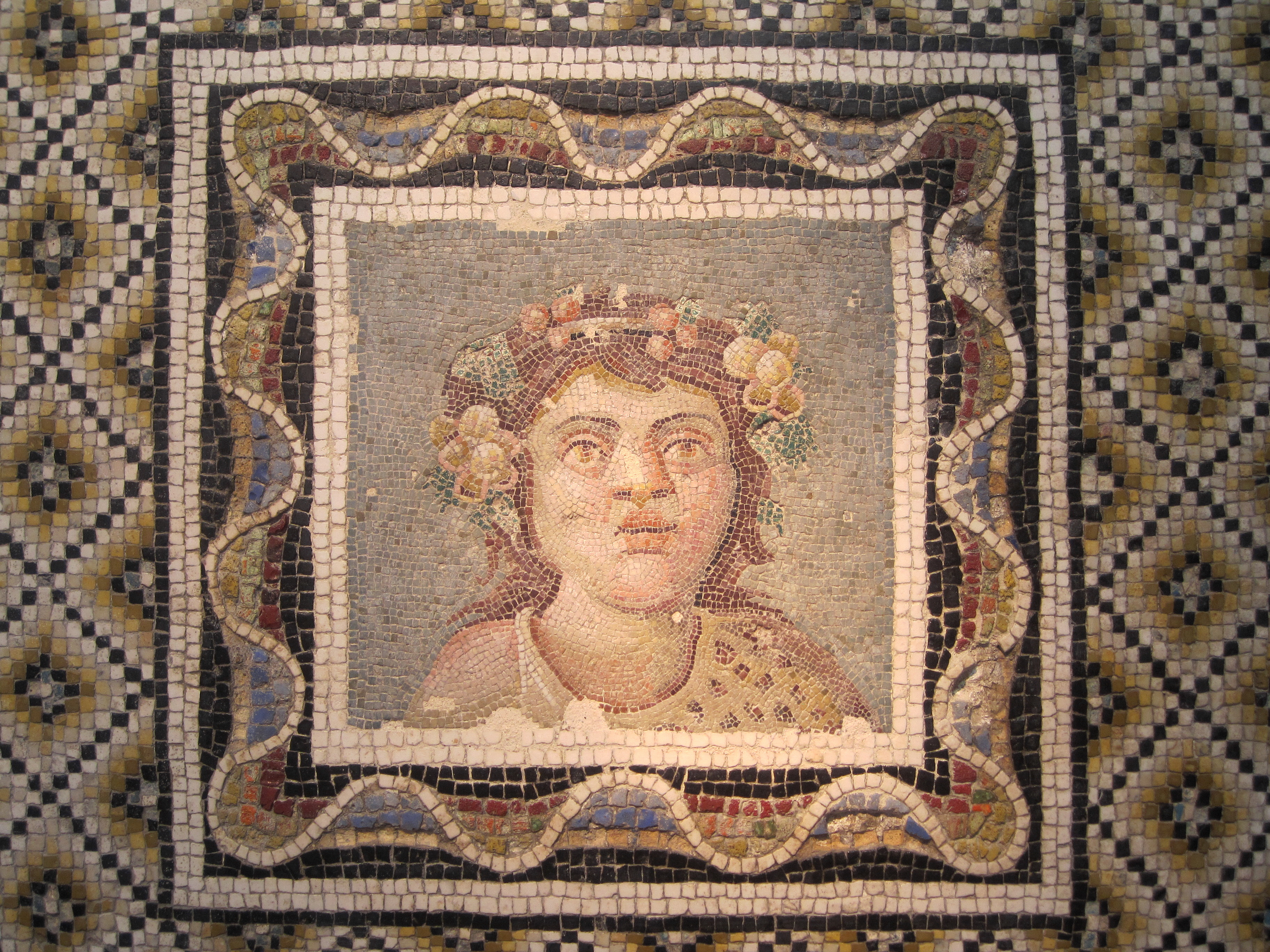
Mosaïque de sol représentant le buste de Dionysos.

### Palais Altemps

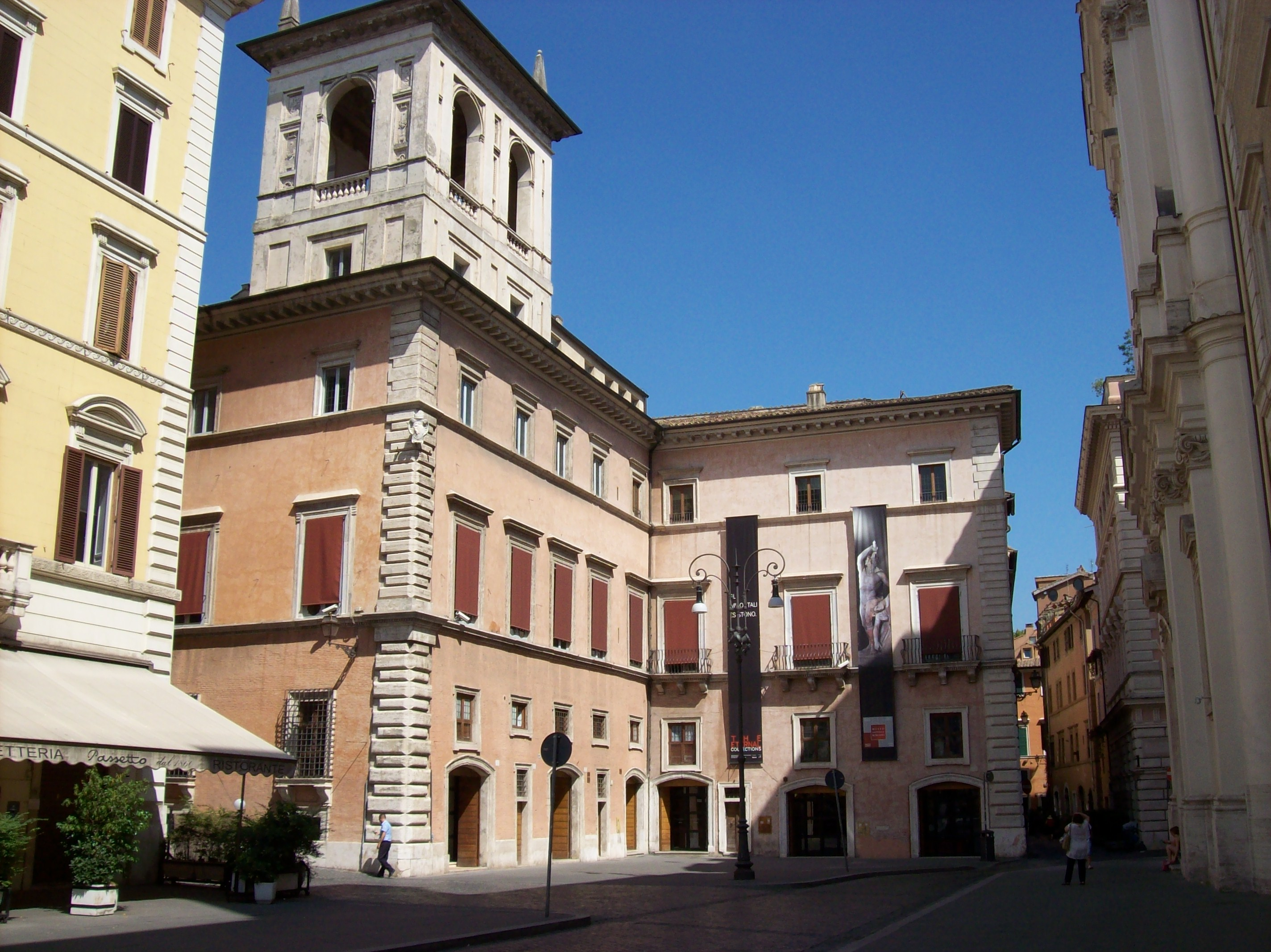
Entrée du Palazzo Altemps

Le palais, construit au XVe siècle par la famille Riario et rénové pour le cardinal Mark Sittich von Hohenems au XVIe siècle par Martino Longhi l'Ancien, est acheté par l'État en 1982 et inauguré en 1997. Il accueille la section d'« histoire du collectionnisme » (sculptures des collections de différentes familles Boncompagni-Ludovisi, Mattei (it), Altemps (it) et Del Drago) et la « collection égyptienne » du musée avec des œuvres provenant de différents sanctuaires de dieux orientaux.
Le bâtiment comprend également l'ancien théâtre privé, espace actuellement utilisé pour des expositions temporaires, et l'église de Sant'Aniceto. Dans les espaces ouverts au public, les traces de l'évolution architecturale et décorative du bâtiment sont également mises en valeur.

#### Œuvres
- Suicide du Galate
- Trône Ludovisi
- Grand sarcophage Ludovisi
- Acrolithe Ludovisi
- Junon Ludovisi
- Arès Ludovisi

Œuvres exposées au Palais Altemps
Suicide du Galate.
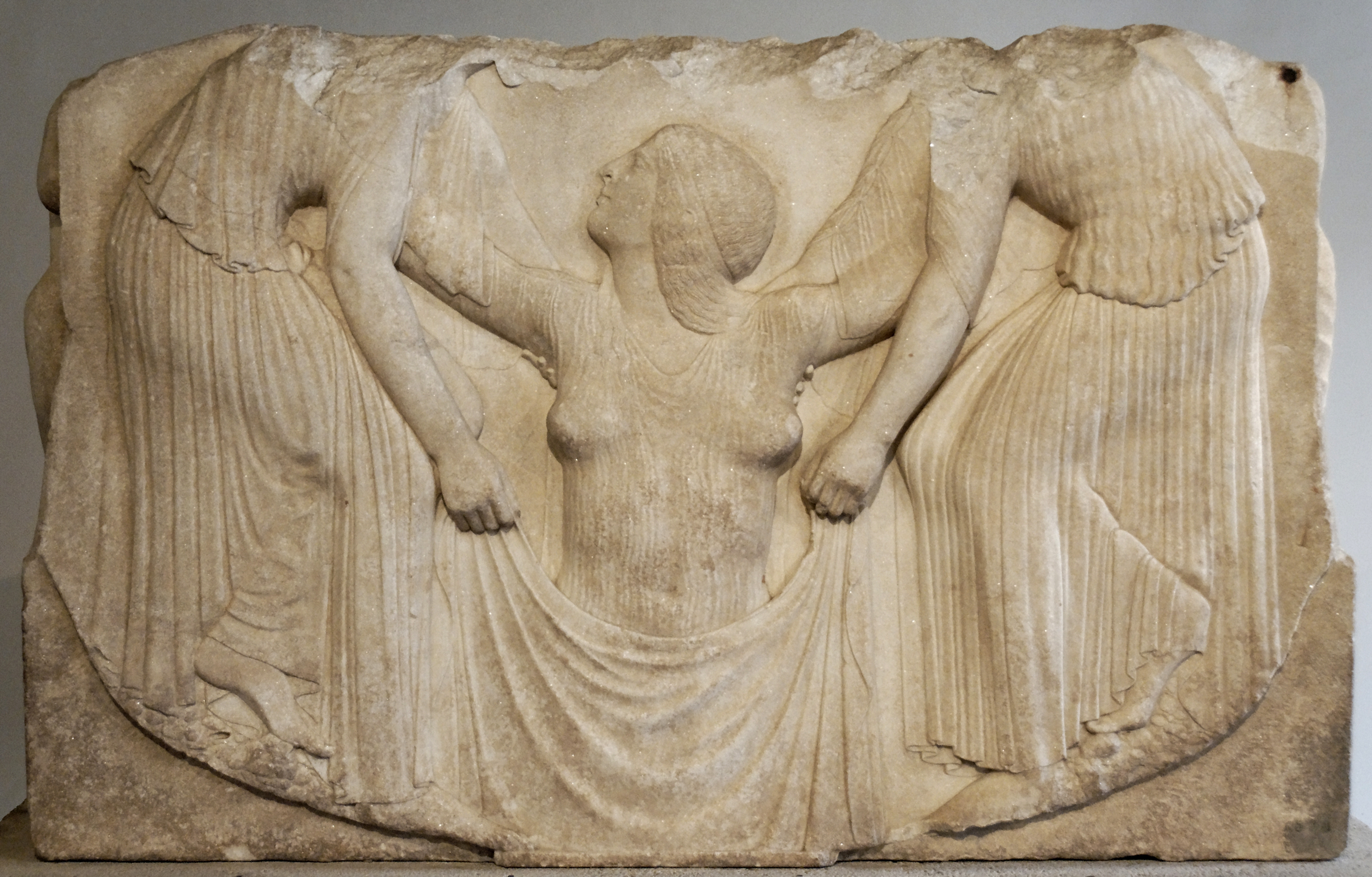
Trône Ludovisi.
Grand sarcophage Ludovisi.
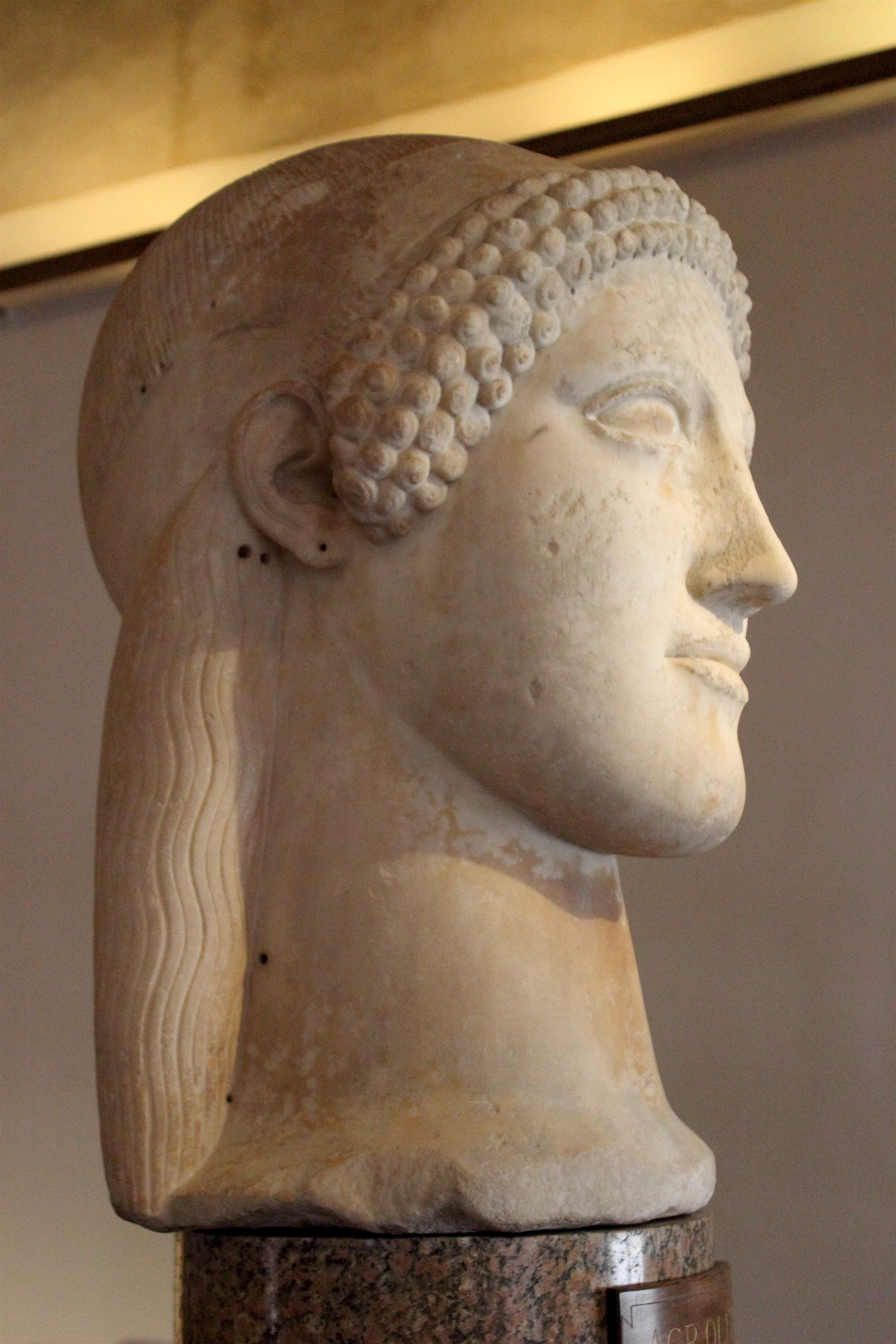
Acrolithe Ludovisi.
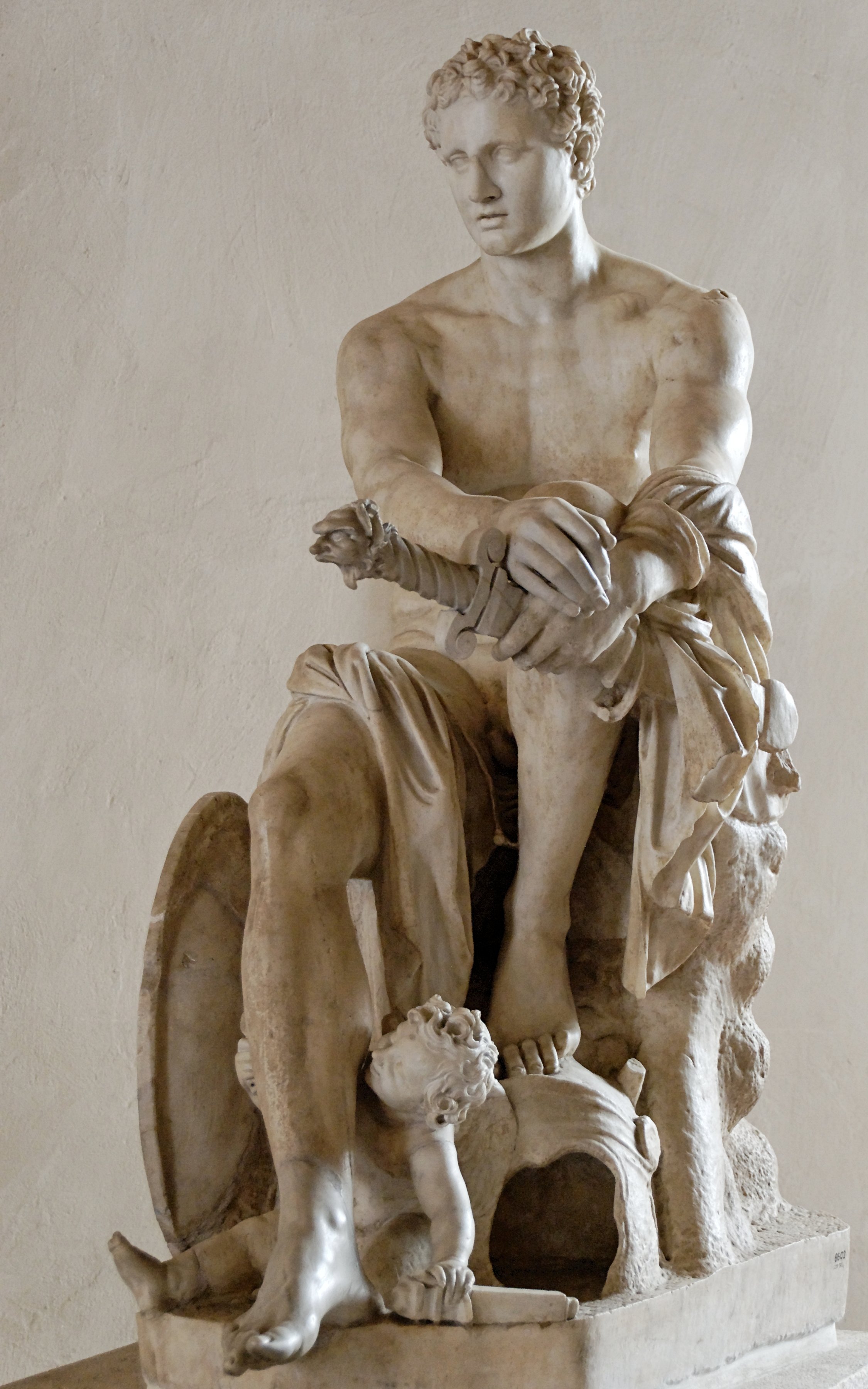
Arès Ludovisi.
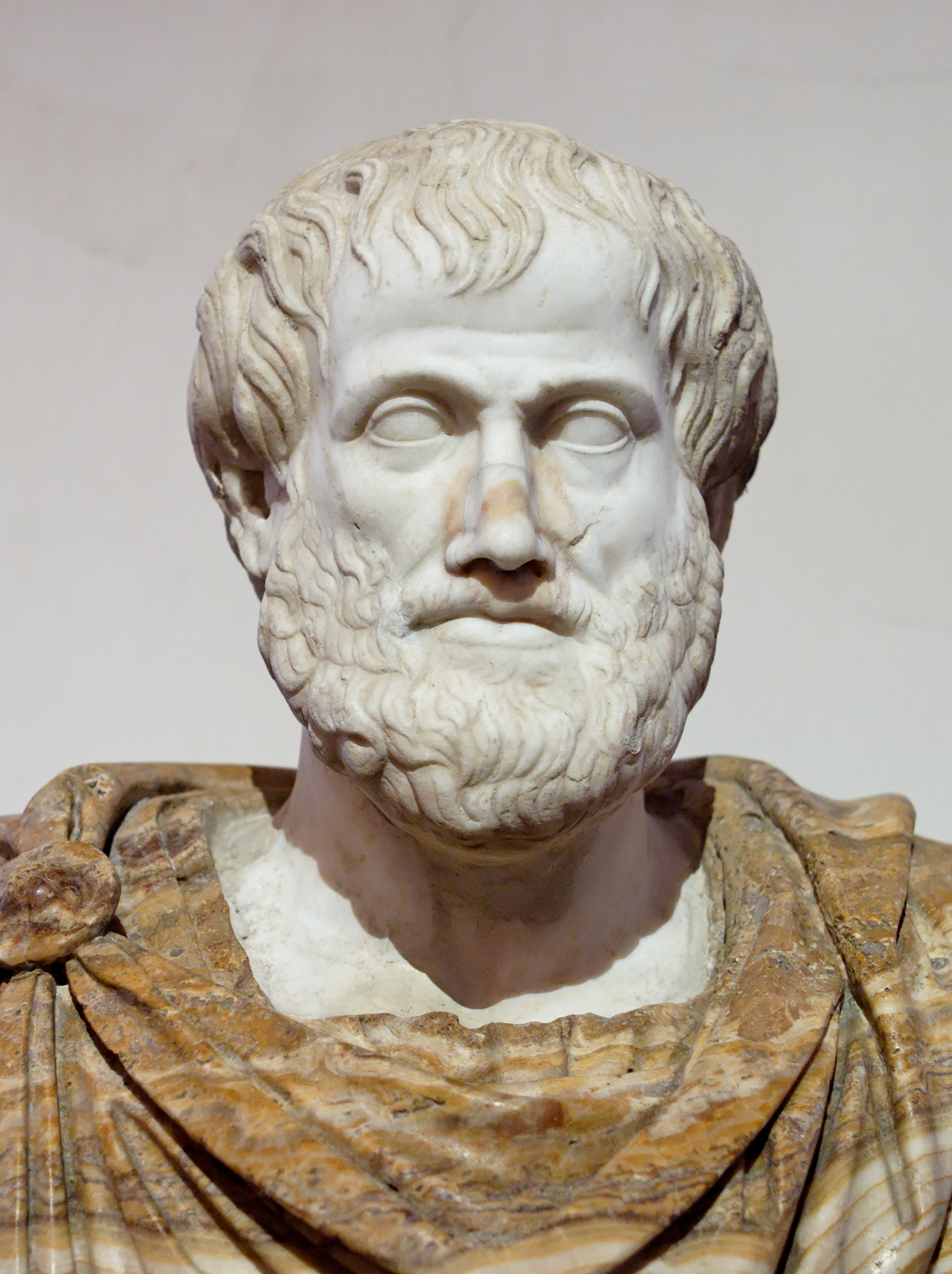
Buste d'Aristote d'après Lysippe.

### Crypta Balbi

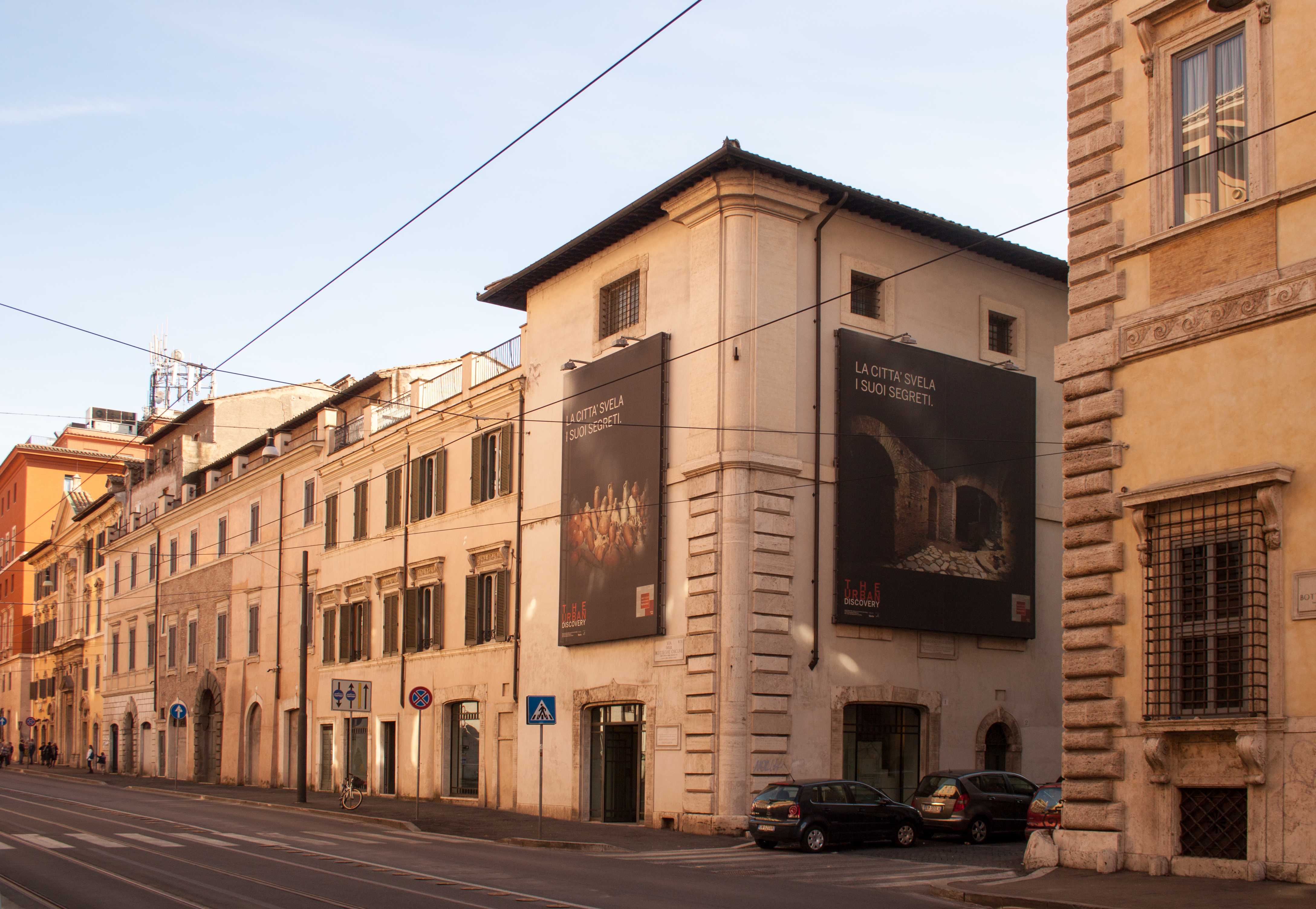
Entrée de la Crypta Balbi.

Le musée fait partie d'un vaste complexe de bâtiments comprenant les églises de Santa Caterina dei Funari et San Stanislao dei Polacchi, en tout environ 7 000 m2, avec un parc immobilier d'environ 40 000 m2, acquis par l'État en 1981. Il est bâti sur le portique adjacent au théâtre de Balbus, construit par Lucius Cornelius Balbus Minor en 13 av. J.-C., en même temps que la Crypta Balbi proprement dite.
Ce bâtiment est également le siège du laboratoire archéologique pour les activités de restauration, d'archivage, d'analyse et d'étude.

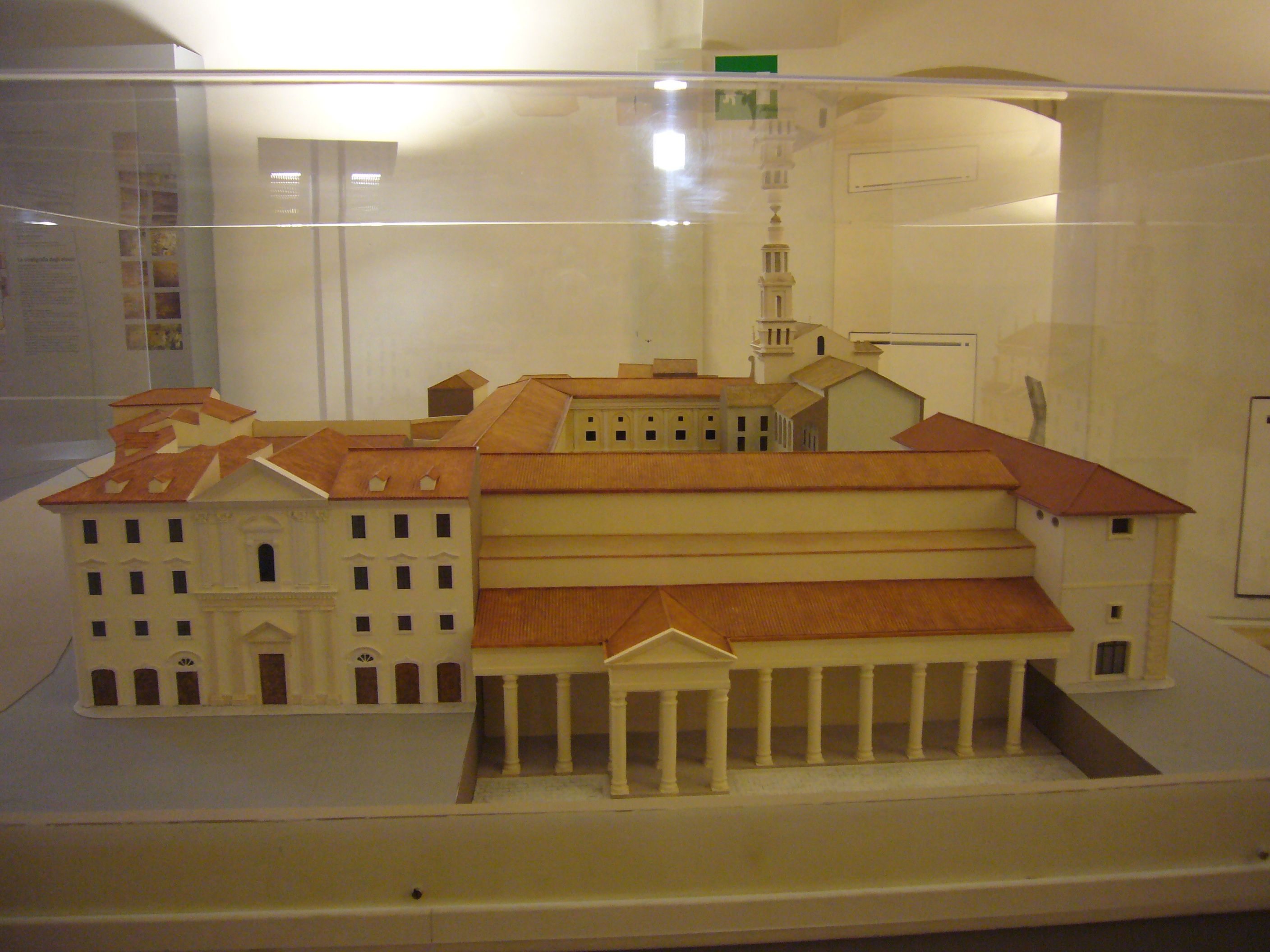
Reconstitution de la Crypta Balbi.

Le musée est inauguré en 2001 et accueille, dans des salles rénovées, au-dessus de l'ancien édifice romain, un quadriportique construit derrière la scène du théâtre de Lucius Cornelius Balbus Minor. Dans la première section (« archéologie et histoire d'un paysage urbain »), sont présentés les résultats des fouilles archéologiques réalisées depuis 1981 dans le complexe de bâtiments, y compris les anciens vestiges mis au jour.
Une deuxième section (« la ville de Rome de l'Antiquité au Moyen Âge, archéologie et histoire ») décrit la vie et la transformation de la ville entre le Ve et le Xe siècle.
Des centres d'exposition sont également situés dans la basilique Sainte-Croix-de-Jérusalem ou dans l'ancien arsenal papal de Ripa Grande près du port fluvial de la ville pendant l'Antiquité,.

Oeuvres exposées à la Crypta Balbi
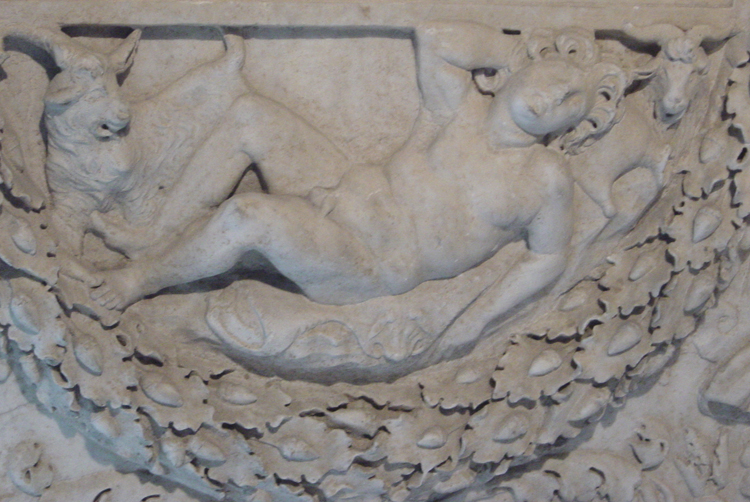
Autel du pâtre endormi.
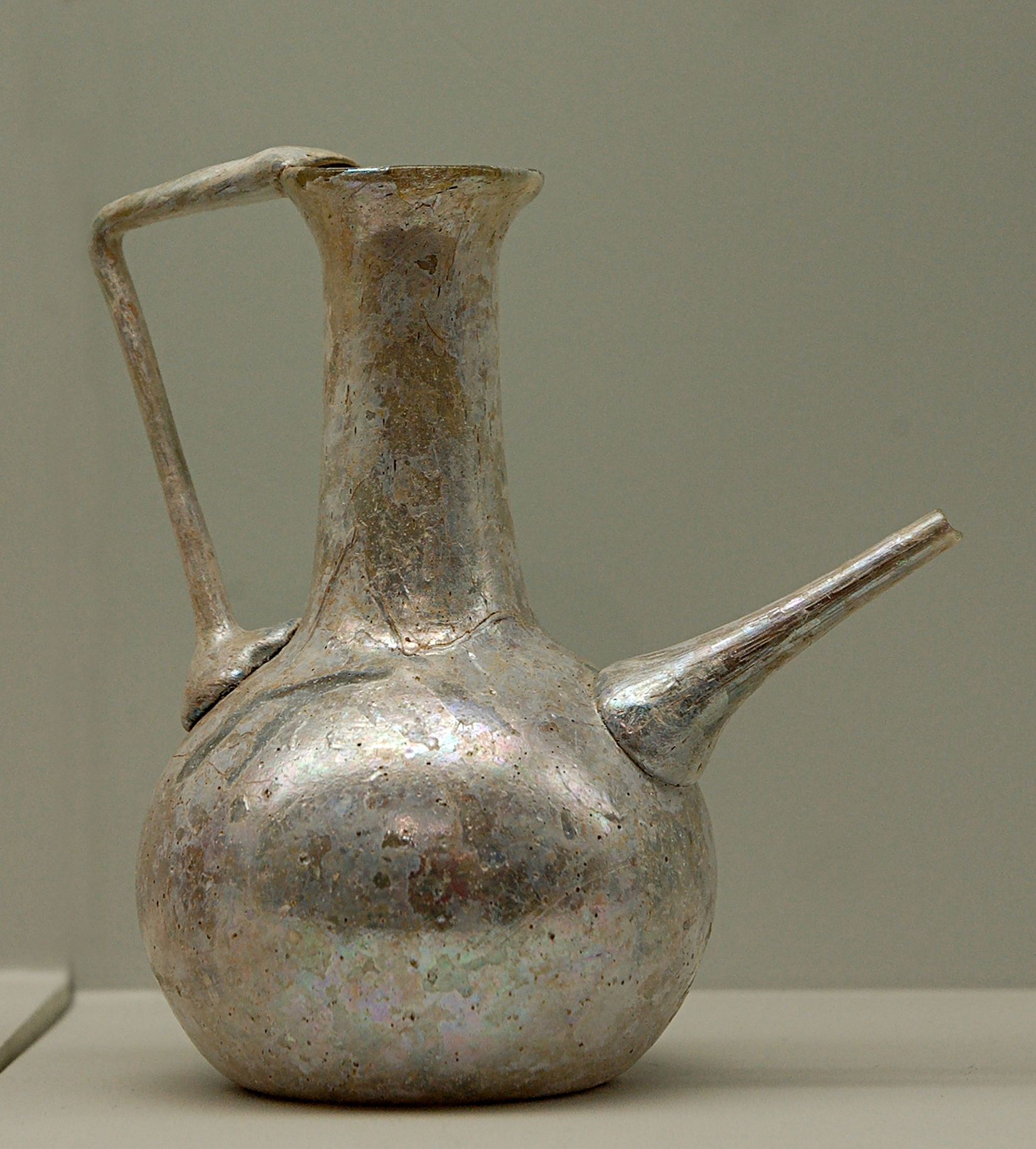
Pichet servant à servir le vin ou l'eau.
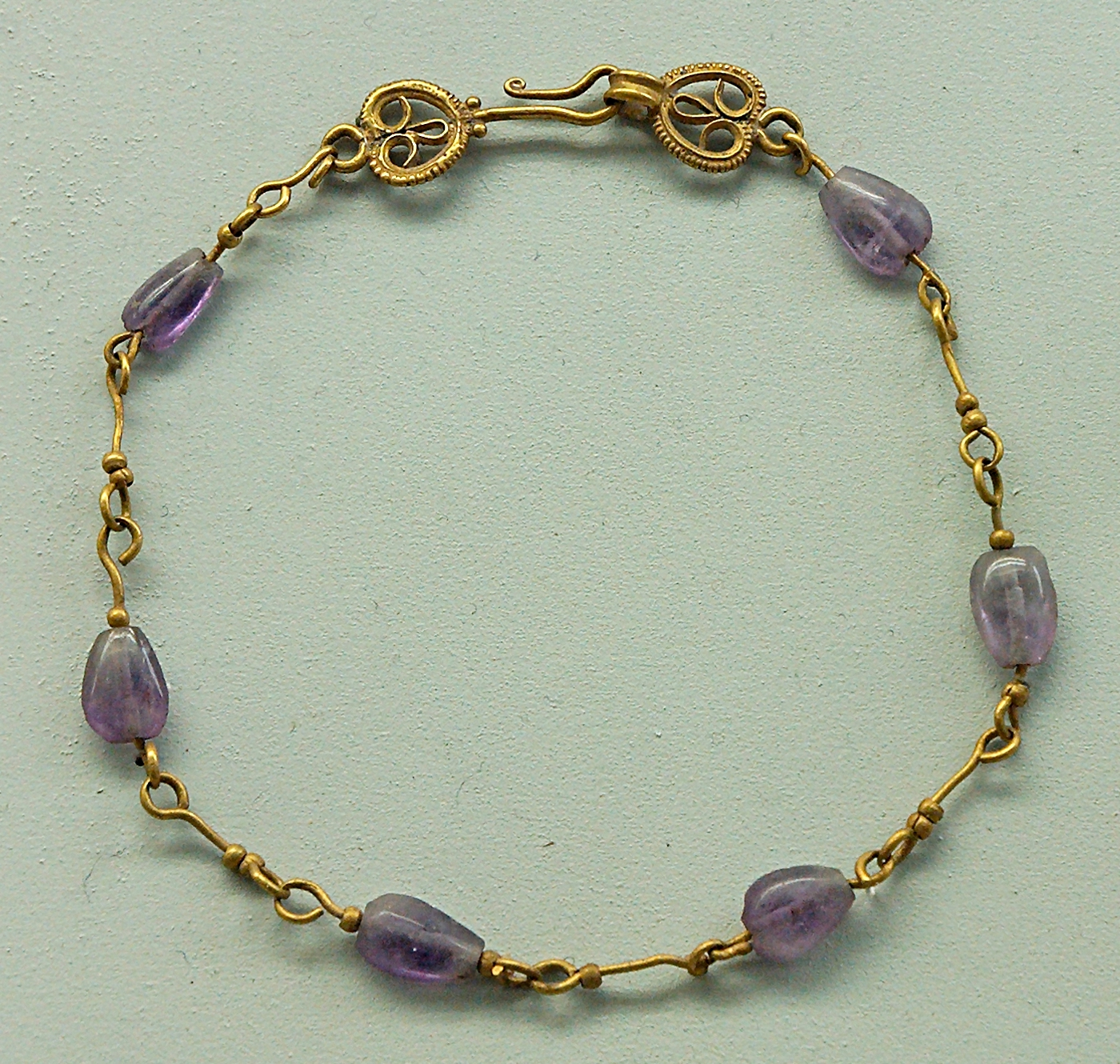
Bracelet de fabrication byzantine découvert sur le Forum Romain.
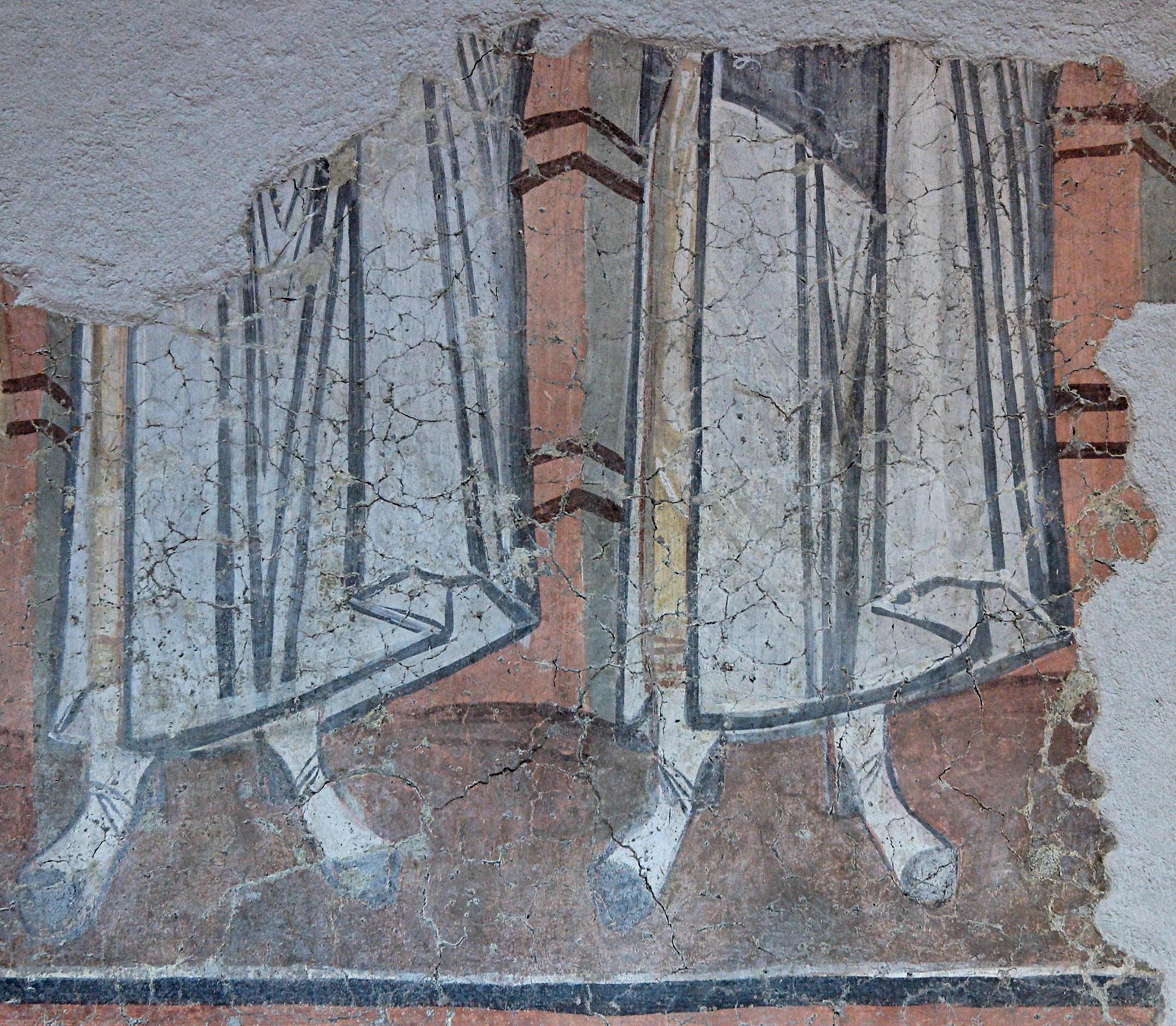
Personnages vêtus de chlamydes datant du VIIIe siècle.
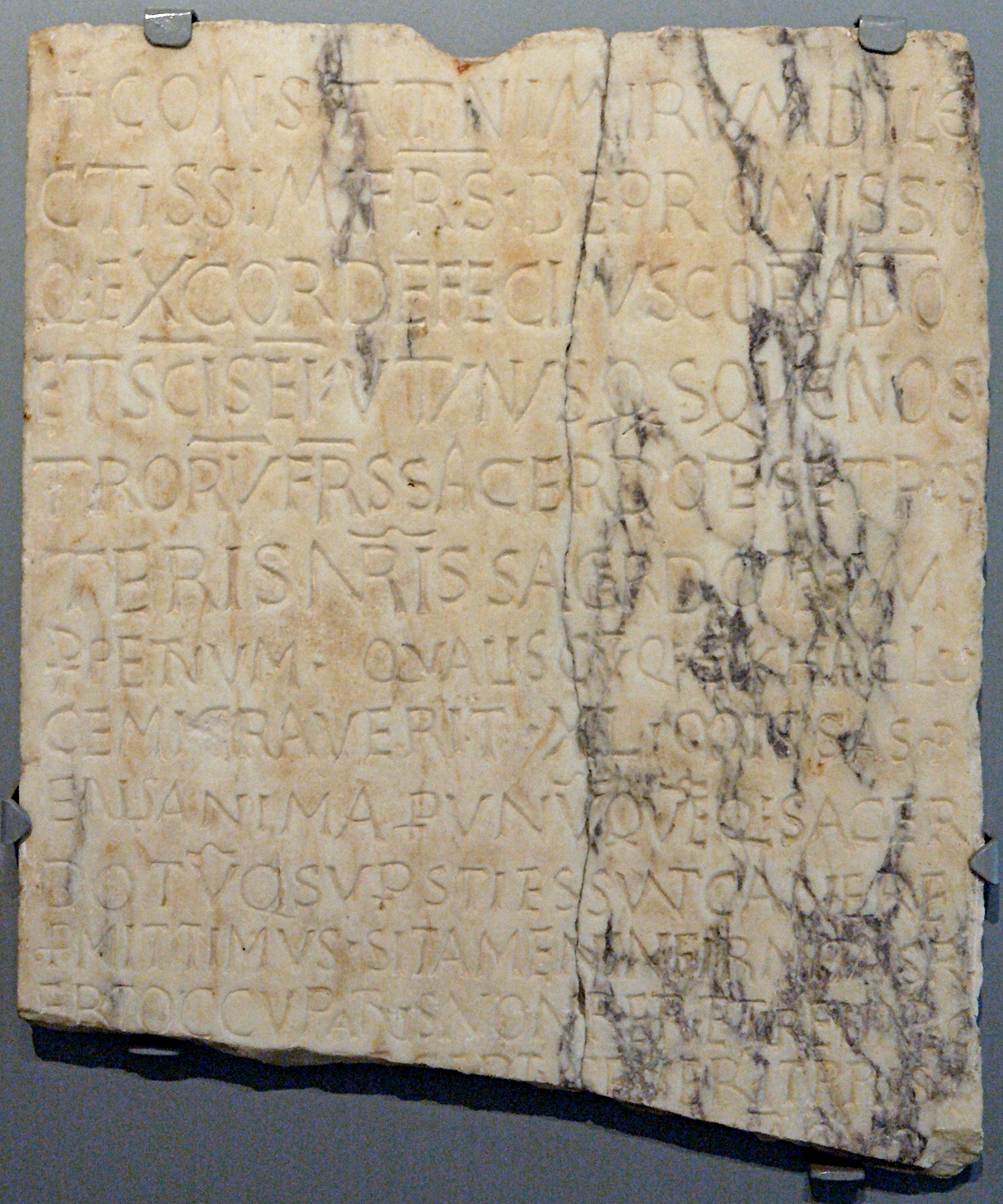
Tablette commémorative portant la règle d'une confraternité de prêtres célébrant la messe pour les âmes des membres défunts.

## Visiteurs et revenus
En 2013, le musée est le 21e site public italien le plus visité avec 247 795 visiteurs et un revenu brut total de 909 016,50 euros. En 2015, le nombre de visiteurs atteint 356 345 et devient le 15e site public italien.
| ANNÉE | VISITEURS TOTAL | REVENU BRUT    | PRIX MOYEN ENTRÉE |
| ----- | --------------- | -------------- | ----------------- |
| 2015  | 356 345         | n.d.           | n.d.              |
| 2014  | 301 325         | 1 044 220 €    | 3,465 €           |
| 2013  | 247 796         | 909 016,50 €   | 3,668 €           |
| 2008  | 251 535         | 924 136,50 €   | 3,673 €           |
| 2003  | 262 380         | 664 373,00 €   | 2,532 €           |
| 1998  | 342 548         | 1 033 835,00 € | 3,018 €           |